# Литва
Литва́ (лит. Lietuva [lʲɪɛtʊˈvɐ]), официальное название — Лито́вская Респу́блика (лит. Lietuvos Respublika) — государство, расположенное в Северной Европе. Площадь — 65 302 км². Протяжённость с севера на юг — 280 км, а с запада на восток — 370 км. Население составляет 2 895 058 человек (октябрь, 2024). По территории и населению является самым большим балтийским государством. Занимает 137-е место в мире по численности населения и 121-е по территории.
Страна имеет выход к Балтийскому морю и расположена на его восточном побережье. Её береговая линия составляет всего 99 км (наименьший показатель среди государств Балтии). На севере граничит с Латвией, на юго-востоке — с Беларусью, на юго-западе — с Польшей и Калининградской областью России.
Столица и крупнейший город — Вильнюс, другие крупные города — Каунас, Клайпеда, Шяуляй, Паневежис, Алитус, Мариямполе и Мажейкяй. Денежная единица — евро. Официальный язык — литовский.
Становление государственности на территории Литвы произошло в XIII веке, с образованием Великого княжества Литовского. В XVI веке Литва объединилась с Польшей, образовав Речь Посполитую. С конца XVIII века бо́льшая часть княжества была присоединена к Российской империи. Во время Гражданской войны в России Литва стала независимой. В 1940 году её аннексировал Советский Союз и страна стала Литовской ССР. Во время Второй мировой войны Литва была оккупирована Германией и была освобождена Красной армией 28 января 1945 года. Восстановление независимости страны провозглашено 11 марта 1990 года. 6 сентября 1991 года Государственный совет СССР признал независимость Литвы.
Литва — член ООН (1991), ОБСЕ (1991), Совета Европы (1993), ВТО (2001), Европейского союза (2004), НАТО (2004) и ОЭСР (2018). Входит в Шенгенскую зону и Еврозону.

## Этимология
Этимология слова «Литва» точно не известна, при этом существует множество версий происхождения названия страны, ни одна из которых так и не получила всеобщего признания. Корень «лит-» и его варианты «лет-»/«лют-» допускают различные толкования как в балтских и славянских, так и в других индоевропейских языках. Так, например, существуют созвучные топонимы на территории Словакии (Lytva) и Румынии (Litua), известные с XI—XII веков.
По мнению Е. Поспелова, топоним образован от древнего названия реки Летава (Lietavà — от лит. lieti «лить», русское «Летаука»). Феодальное княжество, по землям которого протекала эта река, со временем заняло ведущее положение и название было распространено на всё государство. В «Повести временных лет» (XII век) упоминается этноним «литва», полностью совпадающий с названием местности «Литва» и по смыслу (территория, где живёт литва), и по форме.

## География

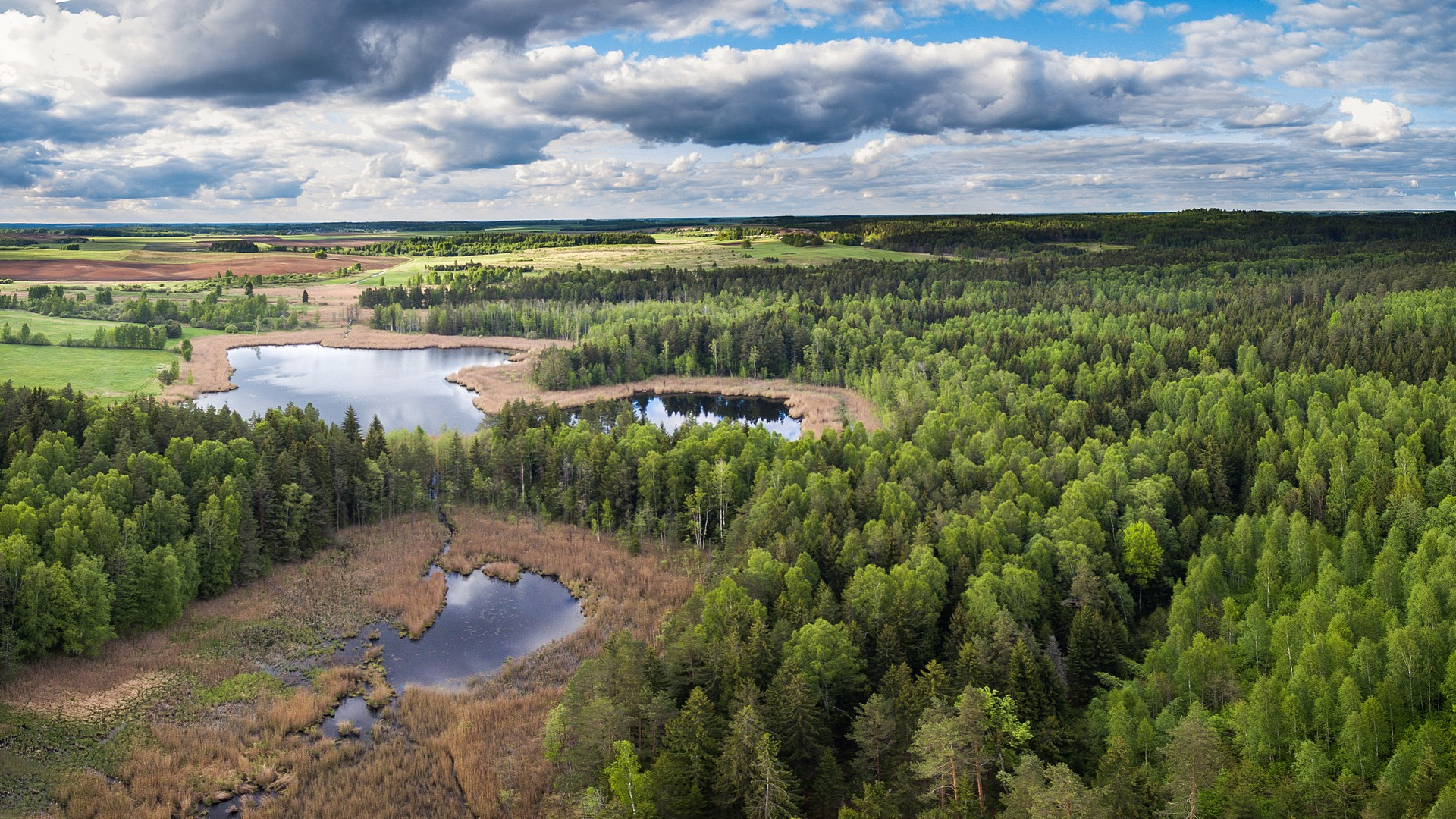
Литовские леса и поля

Поверхность страны — равнинная, со следами древнего оледенения. Поля и луга занимают 57 % территории, леса и кустарники — 30 %, болота — 6 %, внутренние воды — 1 %.
Высшая точка — 293,84 м над уровнем моря — холм Аукштояс (или Аукштасис калнас) в юго-восточной части страны, в 23,5 км от Вильнюса.
Крупнейшие реки — Неман и Вилия.
Имеется более 3 тыс. озёр (1,5 % территории), крупнейшее из которых — Друкшяй на границе Латвии, Литвы и Беларуси (площадь — 44,8 км²), самое глубокое — Таурагнас (60,5 м), самое длинное — Асвея длиной в 30 км у местечка Дубингяй.
Климат — переходный от морского к континентальному. Средняя температура зимой — −5 °C, летом — +17 °C. Выпадает около 748 мм осадков в год.
Полезные ископаемые: торф, минеральные материалы, строительные материалы.

## История

### Древнейшая история
Территория современной Литвы была заселена людьми с конца X—IX тысячелетия до н. э. Жители занимались охотой и рыболовством, использовали лук и стрелы с кремнёвыми наконечниками, скребки для обработки кожи, удочки и сети. В конце неолита (III—II тысячелетия до н. э.) на территорию современной Литвы проникли индоевропейские племена. Они занимались земледелием и скотоводством, при этом охота и рыболовство оставались основными занятиями местных жителей вплоть до широкого распространения железных орудий труда. Индоевропейцы, заселившие земли между устьями Вислы и Западной Двины, выделились в отдельную группу, названную учёными балтами.
Традиционно считается, что этническая основа Литвы сформирована носителями археологической культуры восточнолитовских курганов, сложившейся в V веке н. э. на территории современных Восточной Литвы и Северо-Западной Беларуси. Около VII века литовский язык отделился от латышского.

### Зарождение государства

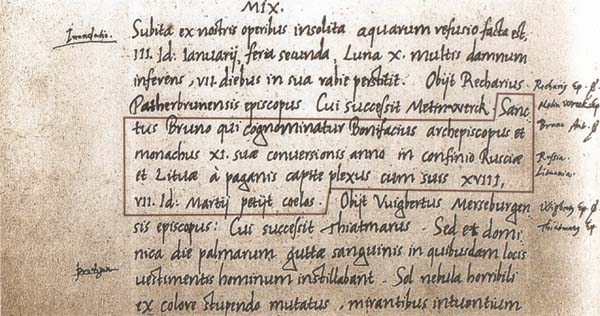
Фрагмент рукописи «Кведлинбургских анналов» с первым упоминанием о Литве

Становление государственности относят к XIII веку, при этом само название «Литва» впервые упомянуто в Кведлинбургских анналах под 1009 годом в сообщении об убийстве язычниками миссионера Бруно на границе Руси и Литвы (лат. Litua → косв. п. лат. Lituae). По наиболее распространённой, но аргументированно опровергнутой версии, топоним возник от названия небольшой реки Летаука, притока Няриса. Согласно более современной гипотезе, название страны могло произойти от этнонима «леты» или «лейти», которым жители окрестных земель называли дружинников литовских князей.
В начале XIII века в земли балтов-язычников с запада началось вторжение немецких рыцарей-крестоносцев. Они покорили Пруссию и Ливонию. В это же время с юга началась экспансия Галицко-Волынского княжества. К середине XIII века многие литовские земли были объединены под властью князя Миндовга, принявшего в 1251 году католическое крещение и коронованного в 1253 году. Через несколько лет Миндовг отрёкся от христианства, и до конца XIV века литовские земли оставались языческими. Несмотря на то, что уже в 1263 году Миндовг был свергнут, его правление положило начало более чем пятисотлетнему существованию Великого княжества Литовского.

### В Великом княжестве Литовском

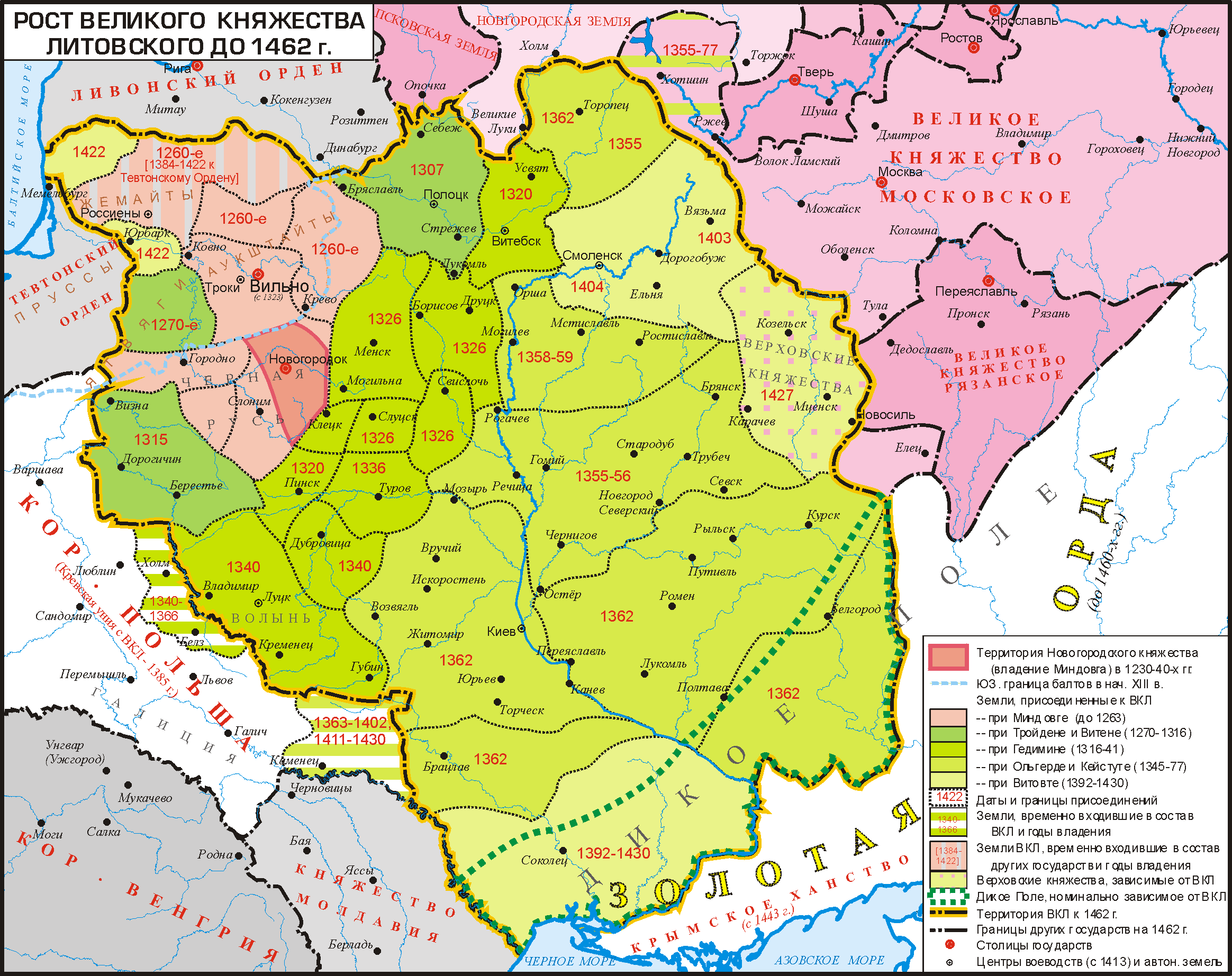
Рост территории ВКЛ

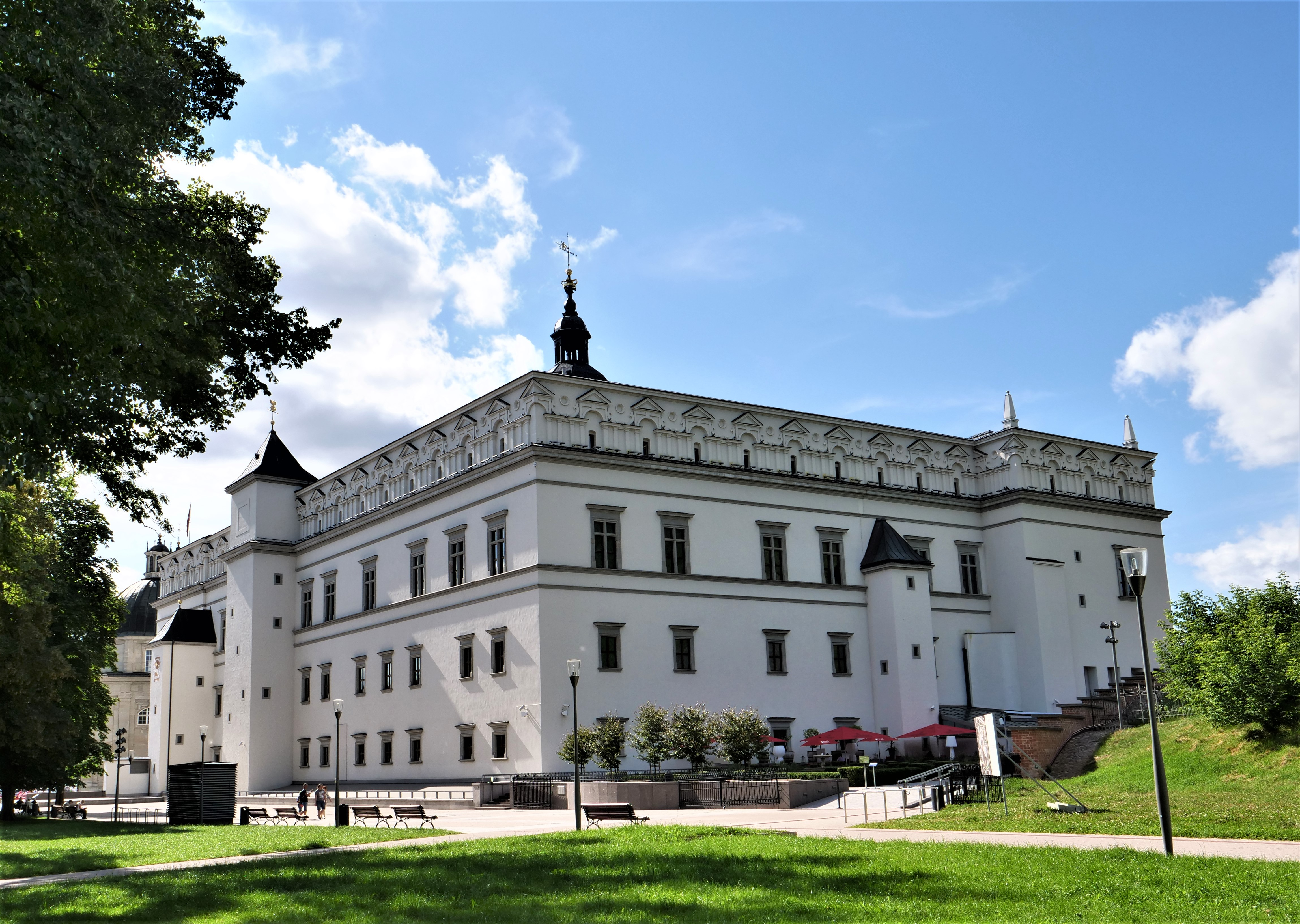
Дворец правителей ВКЛ в Вильнюсе

В XIV — начале XV веках территория Великого княжества Литовского стремительно росла, в основном за счёт присоединения земель Западной Руси. Включение в состав государства густо населённых православными русинами обширных территорий, многократно превышающих по площади и количеству населения собственно литовские земли, привело к перениманию литовскими князьями, ставшими наместниками на русских землях, православной культуры, а западнорусский язык стал официальным языком ВКЛ. Собственно литовский язык до XVI века оставался бесписьменным, хотя и продолжал использоваться на этнически литовских землях.
В 1385 году великий князь литовский Ягайло заключил Кревскую унию с Королевством Польским. По условиям унии, Ягайло обязался крестить литовские земли по католическому обряду, жениться на польской королеве Ядвиге, а сам становился королём Польши и сохранял титул великого князя литовского. Однако вскоре он вынужден был уступить власть в Великом княжестве Литовском своему двоюродному брату Витовту. Последний, хотя и признал себя вассалом Ягайло, проводил самостоятельную внешнюю политику, и таким образом полное объединение государств не состоялось. В годы правления Витовта (1392—1430) Великое княжество Литовское достигло наивысшего расцвета, а его территория составила примерно 930 тыс. км². В этот же период литовские князья из династии Гедиминовичей вели тяжёлую борьбу с Тевтонским орденом, который был разбит в 1410 году в Грюнвальдской битве объединёнными войсками Великого княжества Литовского и Королевства Польского. В 1422 году в состав великого княжества окончательно вошла Жемайтия, долгое время служившая основным предметом споров с крестоносцами.
Великий князь Казимир, одновременно бывший и королём польским, расширил влияние династии Ягеллонов — подчинил Пруссию, посадил своего сына Владислава на чешский и венгерский троны. В 1492—1526 годах существовала политическая система государств Ягеллонов, охватывавшая Польшу (с вассалами Пруссией и Молдавским княжеством), Великое княжество Литовское, Чехию и Венгрию.
Правовой основой государства являлся стату́т, изданный в трёх редакциях (1529, 1566, 1588), отражающих социально-экономические и политические изменения. Статут регламентировал вопросы гражданского, уголовного и процессуального права. На некоторых территориях бывшего Великого княжества третья редакция статута действовала до 1840 года.

### В Речи Посполитой
В 1569 году в Люблине была заключена уния с Польшей, в результате которой образована Речь Посполитая. Согласно акту Люблинской унии Литвой и Польшей правил совместно избираемый монарх, а государственные дела решались в общем Сейме. Однако правовые системы, армия и администрация оставались раздельными.
В XVI—XVIII веках в Литве по польскому образцу сложилась политическая система, известная как шляхетская демократия. Она характеризовалась наличием широких прав шляхты (дворянства) в управлении государством. Одновременно с этим происходила полонизация шляхты, выраженная в перенимании правящим сословием Великого княжества Литовского польского языка, культуры и идентичности. На непривилегированные сословия полонизация столь значительного влияния не оказала. В XVIII веке в результате опустошительных войн и всеобъемлющего государственного кризиса Речь Посполитая пришла к упадку и попала под влияние Российской империи. 3 мая 1791 года сейм Речи Посполитой принял конституцию, согласно которой Речь Посполитая признавалась унитарным государством. Взаимная гарантия обоих народов, ставшая частью конституции 3 мая 1791 года, гарантировала единство и неделимость Польши и Великого княжества Литовского в едином государстве. Конституция действовала до 1793 года.

### В составе Российской империи
В 1772, 1793 и 1795 годах состоялись разделы Речи Посполитой между Россией, Пруссией и Австрией. Почти вся территория бывшего Великого княжества Литовского была присоединена к Российской империи.
В попытках восстановить государственность польско-литовское дворянство поддержало Наполеона в 1812 году, а также неоднократно поднимало восстания (1830—1831, 1863—1864), которые, однако, окончились поражением. В стремлении ликвидировать польское влияние на территории Великого княжества Литовского российские власти предприняли широкую кампанию деполонизации и русификации. В 1864 году в Литве была частично запрещена литовская печать латиницей. Литовское население, особенно католическое духовенство, сопротивлялись русификации: кириллические издания игнорировали, а книги, напечатанные латиницей, книгоноши нелегально ввозили из соседней Пруссии. В 1904 году запрет на литовскую латиницу был отменён.

### Во время Первой мировой войны

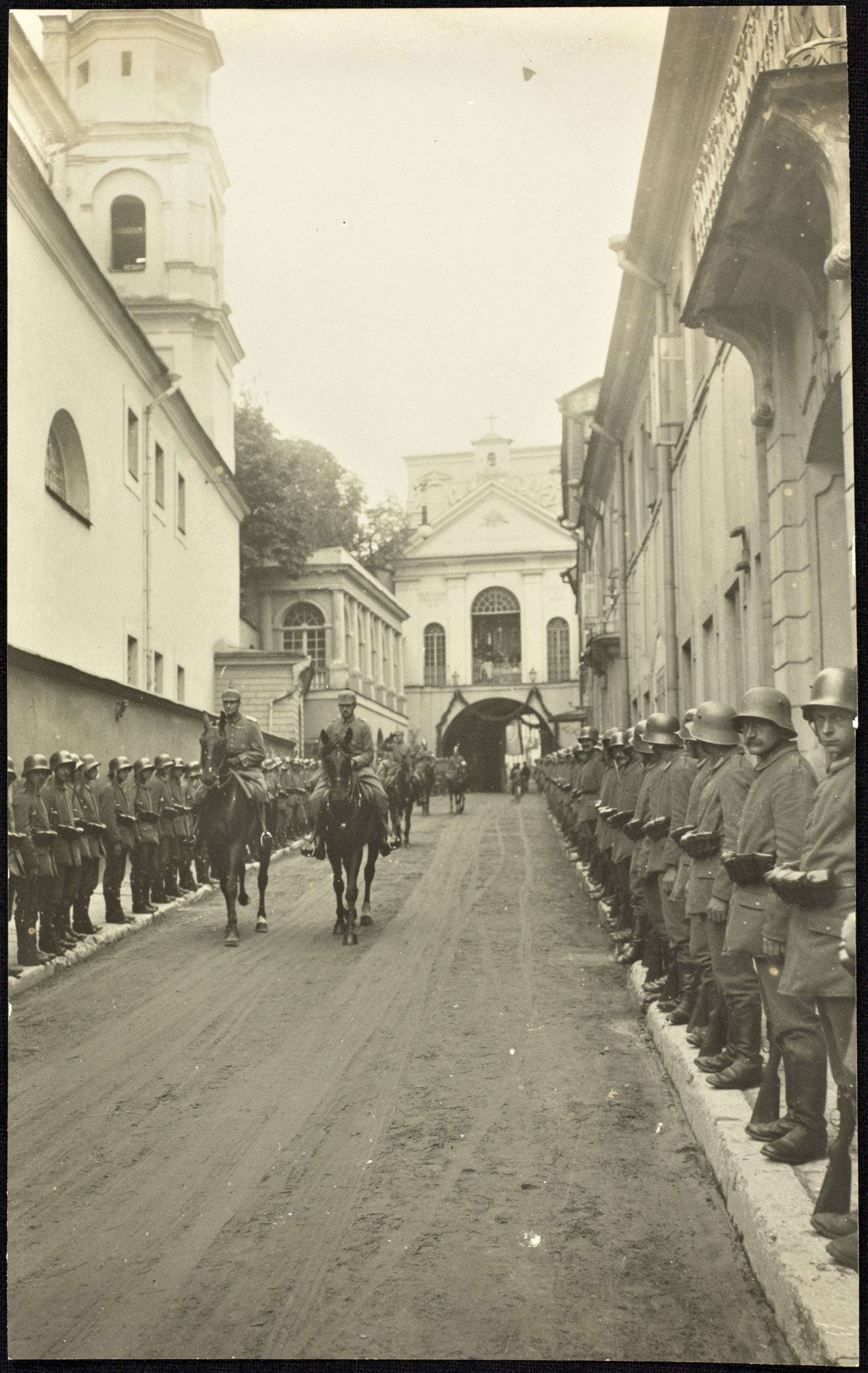
Солдаты Германской имперской армии в Вильне, 1917 год

С первых дней Первой мировой войны территории Литвы оказалась зоной боевых действий между армиями России и Германии. К концу 1915 года все этнически литовские земли были заняты армией Германской империи. Были даже запрещены литовские периодические издания. На занятых территориях германская военная администрация вводила новые налоги. Однако литовская интеллигенция попыталась воспользоваться геополитической ситуацией и начала искать возможности для провозглашения независимости Литвы. В сентябре 1917 года в Вильне была проведена конференция, во время которой была избрана Литовская Тариба («Совет Литвы»). В ходе конференции было принято решение о необходимости создания независимого литовского государства в этнографических границах и со столицей в Вильнюсе. Председателем Совета был избран А. Сметона.
11 декабря 1917 года, а после ещё раз — 16 февраля 1918 года — было провозглашено восстановление Литовского государства. В отличие от принятой 11 декабря под диктовку германских властей декларации, документ от 16 февраля говорит о полной независимости Литвы.
Однако документ от 16 февраля даёт самостоятельность только «на бумаге». После заключения Брест-Литовского мирного договора Германия игнорирует декларацию 16 февраля и, ссылаясь на резолюцию 11 декабря, взвешивает возможность создать Литовское королевство с германским монархом.
13 июля 1918 года Государственный Совет принял решение установить в Литве конституционную монархию и предложить вюртембергскому принцу Вильгельму фон Ураху корону. Впрочем, 2 ноября 1918 года это решение было отозвано. Были приняты основные положения Временной конституции Литвы. 11 ноября 1918 года Президиум Государственного Совета утвердил первое временное правительство Литвы из шести министров под руководством Аугустинаса Вольдемараса, тем самым дав начало созданию государственного аппарата Литвы.

### Литовская Республика

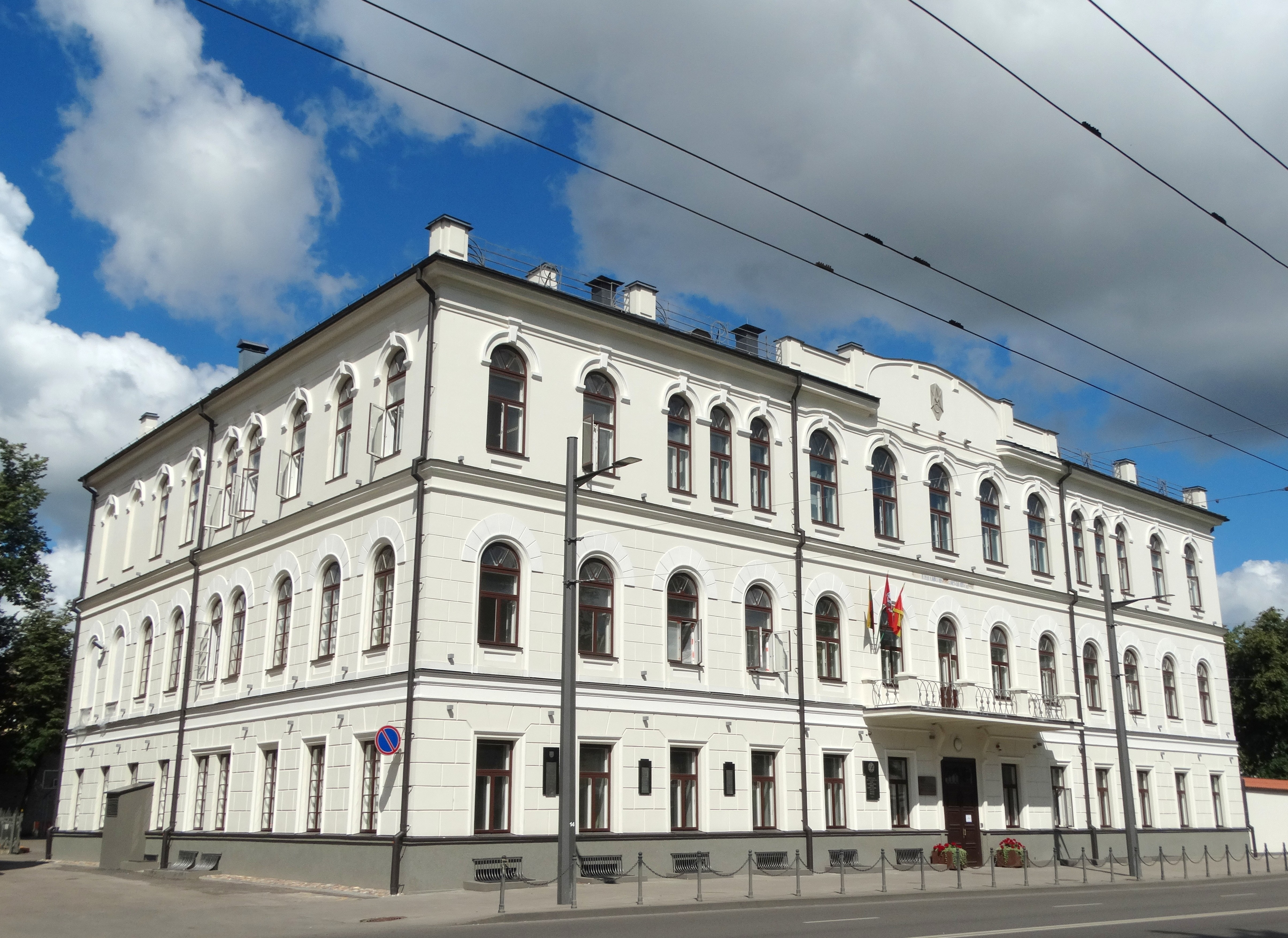
Здание Сейма Литвы в 1920—1927 годах

После ухода основных немецких частей и начала боёв с Красной армией 16 декабря 1918 года была образована Литовская Советская Республика. 27 февраля 1919 года в Вильнюсе состоялось объединённое заседание ЦИКов Литвы и Белоруссии, где было провозглашено образование Литовско-Белорусской ССР (Литбел).
В феврале — марте 1919 года войска литовской Тарибы, поддержанные немецкими гарнизонами, начали военные действия против Литбела, в апреле 1919 года к ним присоединилась польская армия. В результате территория Литбела была занята польскими частями. 12 июля 1920 года в Москве был заключён советско-литовский договор. Литбел прекратил своё существование, Советская Россия признала независимость Литвы и передала ей спорный Виленский край.
После поражения Красной армии под Варшавой и советского отступления польские части под командованием генерала Л. Желиговского инсценировали мятеж и якобы самовольно заняли территорию Виленского края. 12 октября 1920 года было объявлено о создании на территории края государства Срединная Литва, однако уже в 1922 году оно вошло в состав Польской Республики в качестве воеводства. Литовские власти продолжали считать Вильнюс столицей Литвы, хотя фактически руководство осуществлялось из Каунаса.

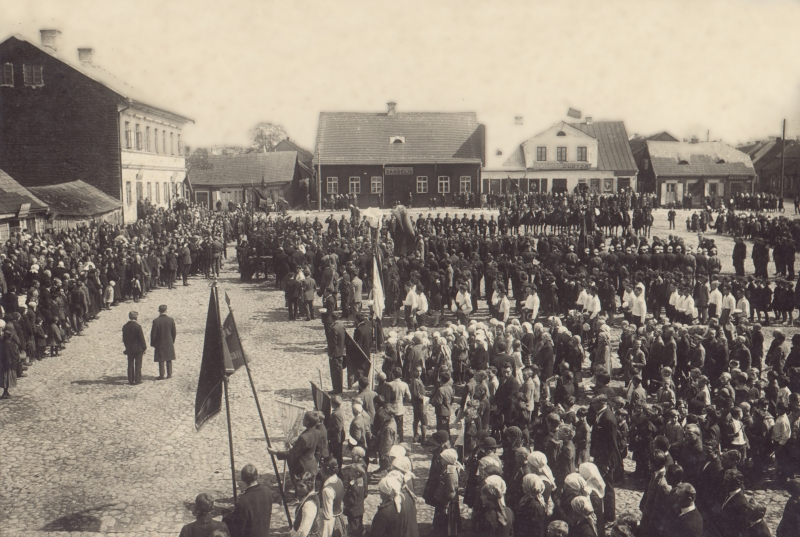
Празднование десятилетия независимости Литвы в Расейняе, 1928 год

В 1919 году в Литве введена должность президента, первым президентом государства был избран Антанас Сметона. 5 мая 1920 года состоялось первое заседание демократически избранного Учредительного Сейма. В 1921 году страна была принята в Лигу Наций. В 1922 году была принята постоянная конституция. Приведены реформы в области земельных ресурсов, финансов и образования, введена национальная валюта (лит), открыт Литовский университет.
Клайпедский край (Мемельланд), населённый в основном прусскими литовцами и немцами, по решению Лиги Наций находился под временным управлением французской администрации. В 1923 году в результате восстания местных литовцев при негласной поддержке литовских властей Клайпедский край был присоединён к Литве на правах автономии. 16 февраля 1923 года страны Антанты признали присоединение Клайпедского края к Литве.
В декабре 1926 года в Литве произошёл военный переворот, вернувший к власти лидера националистов А. Сметону. Началась так называемая авторитарная фаза управления государством. В 1927 году был распущен парламент. В 1928 и 1938 годах были приняты конституции, расширяющие президентские полномочия. Оппозиционные партии были запрещены, цензура ужесточена, а права национальных меньшинств урезаны.
17 марта 1938 года Польша предъявила Литве ультиматум с требованием установить дипломатические отношения и признать Виленский край неотъемлемой частью польского государства. Год спустя, 20 марта 1939 года, Литва получила немецкий ультиматум с требованием вернуть ей Клайпедский край. Оба ультиматума Литва была вынуждена принять.

### Вторая мировая война и присоединение к СССР

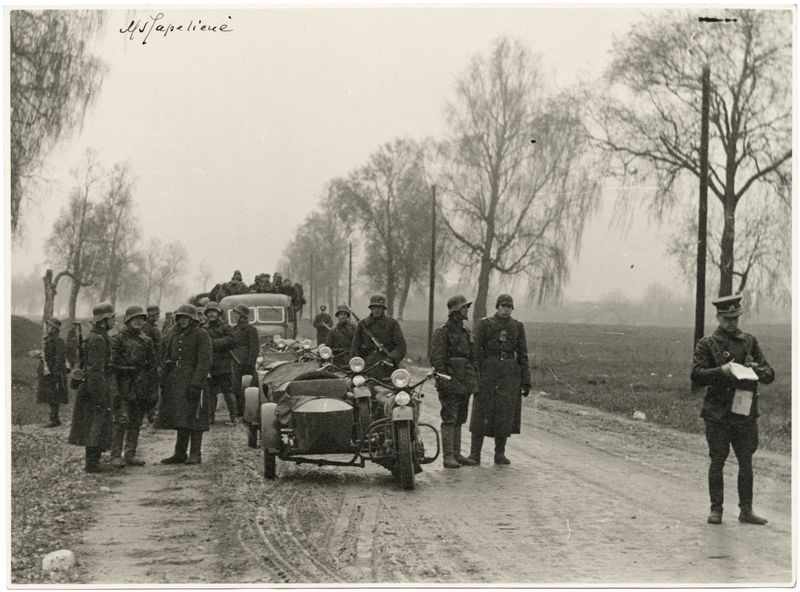
Солдаты Литовской армии занимают Виленский край, 1939 год

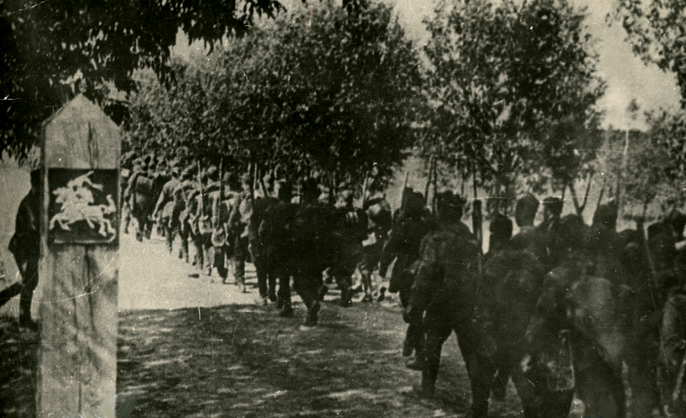
Солдаты Красной Армии пересекают советско-литовскую границу, 1940 год

Согласно секретному протоколу к заключённому в августе 1939 года пакту Молотова — Риббентропа, Литва была включена в сферу интересов Германии. 1 сентября Германия вторглась в Польшу, а 17 сентября СССР ввёл войска на территории, завоёванные Польшей в ходе польско-советской войны, по итогам которого вернул западные земли Беларуси и Украины, в том числе и Вильнюс.
25 сентября СССР инициировал переговоры об отказе Германии от претензий на Литву в обмен на территории Варшавского и Люблинского воеводств Польши. 10 октября 1939 года в Москве был подписан «Договор о передаче Литве города Вильно и Виленской области и о взаимопомощи между СССР и Литвой с конфиденциальным протоколом к нему».
14 июня 1940 года Литве была предъявлена Советская нота с обвинением в несоблюдении советско-литовского договора о взаимопомощи и в агрессивных намерениях. СССР потребовал преобразования правительства с включением в него дружественных СССР политиков, а также согласия на ввод дополнительных контингентов Красной
Армии в Литву. 15 июня Литва согласилась на советские требования. 17 июня было создано новое правительство во главе Ю. И. Палецкисом. Состав кабинета согласовывается с советским представителем В. Г. Деканозовым.
14—15 июля 1940 года, после ввода дополнительного советского военного контингента, в Литве были проведены выборы в Народный сейм, к участию в которых был допущен лишь просоветский «Блок трудового народа». 21 июля Народный сейм провозгласил образование Литовской ССР, 3 августа 1940 года она была принята в состав СССР. В 1940 году, уже будучи в составе СССР, Литва получила часть территории Советской Белоруссии.
14—18 июня 1941 года, менее чем за неделю до немецкого вторжения, около 17 000 жителей Литвы, а также члены их семей, были насильственно вывезены в Сибирь.
22 июня 1941 года, после нападения Германии на СССР, последовали антисоветские выступления в Литве. В Каунасе было провозглашено Временное правительство Литвы, поддерживавшее тесные контакты с нацистами. Однако после начала немецкой оккупации это Временное правительство было распущено, а территория Литвы включена в рейхскомиссариат Остланд (генеральный округ Литва). Оккупационную администрацию возглавлял генерал Пятрас Кубилюнас. В годы немецкой оккупации нацистами и коллаборационистами было убито около 200 000 евреев (около 95 % евреев, проживавших в Литве до начала войны).
В 1944 году нацисты были изгнаны Красной армией с территории Литовской ССР (см. Белорусская операция (1944)).

### Послевоенный период
Массовые депортации в Сибирь возобновились и продолжались до смерти Сталина в 1953 г. Антанас Снечкус, лидер Коммунистической партии Литвы с 1940 по 1974 год руководил арестами и депортациями. Восстановительный период в Литве был осложнён возобновившейся деятельностью националистических вооружённых формирований «лесных братьев». Некоторое количество литовцев ушло в леса и с оружием в руках сражалось с советскими войсками. На более поздних этапах партизанской войны «лесные братья» сформировали «Союз борцов за освобождение Литвы», и его лидер Йонас Жемайтис (кодовое имя Витаутас) был посмертно в 2009 году признан президентом Литвы. Литовские суды и ЕСПЧ рассматривают борьбу с литовскими партизанами как акт геноцида.
Позднее советские власти столкнулись с ненасильственным сопротивлением местной националистической интеллигенции и католического духовенства. Часть интеллигенции включилась в активную правозащитную и диссидентскую деятельность. В 1976 году возникла Литовская Хельсинкская группа. В советский период развернулась индустриализация Литвы. Связанная с индустриализацией урбанизация республики сопровождалась ростом числа людей умственного труда, повышением образовательного уровня населения (в 1956 число студентов в вузах увеличилось более чем в 4 раза по сравнению с довоенным уровнем и достигло 25 000 человек). В 1975 году началось строительство Игналинской АЭС и города-спутника Снечкус (в 1992 году переименован в Висагинас).
В годы перестройки движение за независимость Литвы значительно усилилось и находило всё больше поддержки со стороны местных властей. В 1989 году была организована акция «Балтийский путь», на которой жители Литвы, Латвии и Эстонии, выражая своё желание выйти из состава СССР, выстроили живую цепь длиной почти в 600 км.

### Восстановление независимости

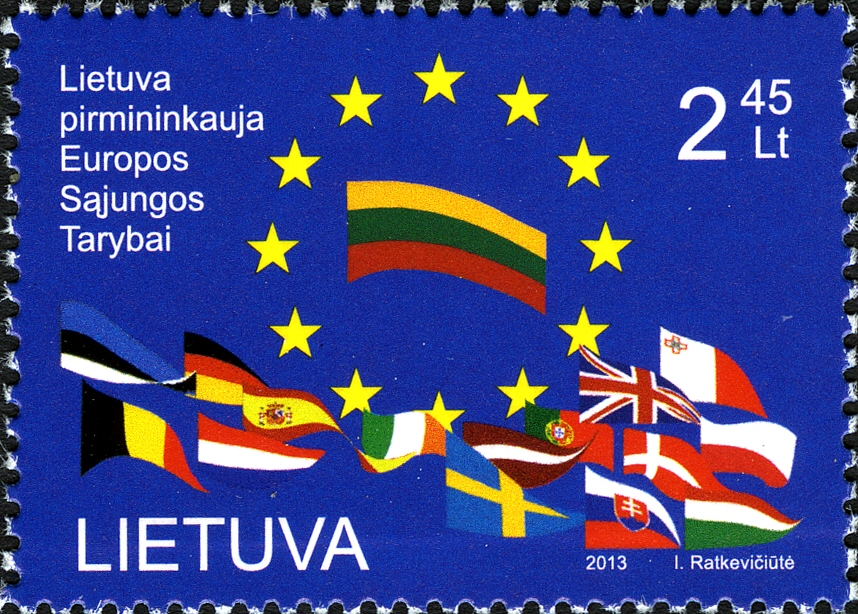
Марка, посвящённая председательству Литвы в Европейском союзе (2013)

11 марта 1990 года Верховный Совет объявил о восстановлении независимости Литвы. Литва стала первой республикой, объявившей о выходе из СССР.
18 апреля 1990 года СССР ввёл экономическую блокаду, прекратив поставку нефти. Блокада продолжалась 74 дня и прекратилась после того как литовские власти приостановили действие Акта о восстановлении независимости. Постепенно экономические отношения были восстановлены. Напряжённость вновь возникла в январе 1991 года, когда советские отдельные части армии, милиции и КГБ попытались совершить силовой захват власти. Сопротивление литовского населения привело к поражению путча. Вскоре после этого, в феврале 1991 года Исландия стала первой страной, признавшей независимость Литвы.
6 сентября 1991 года Государственный совет СССР признал независимость Литвы. 17 сентября того же года Литва была принята в Организацию Объединённых Наций.
25 октября 1992 года граждане Литовской Республики проголосовали на референдуме за принятие конституции Литовской Республики. 14 февраля 1993 года всеобщим голосованием Альгирдас Бразаускас был избран президентом страны. 31 августа того же года последние части Советской армии покинули территорию Литвы.
С 29 марта 2004 года Литва вошла в блок НАТО, а с 1 мая 2004 года стала членом Европейского союза. 1 января 2015 года Литва вступила в еврозону.

## Административное деление

Уезды и районы Литвы

Территория Литвы разделена на 60 самоуправлений (В 1995—2010 годах существовали уезды). Самоуправления делятся на староства, а они на сянюнайтии.
Список уездов:
| - Алитусский уезд - Вильнюсский уезд - Каунасский уезд - Клайпедский уезд - Мариямпольский уезд - Паневежский уезд - Таурагский уезд - Тельшяйский уезд - Утенский уезд - Шяуляйский уезд |

### Города Литвы
В Литве выделяются 4 типа населённых пунктов: города, местечки, деревни и хутора. Статус города предоставляет Сейм. В 2004 году насчитывалось 106 городов.
Города с населением свыше 100 000 человек на 2025 год:
- Вильнюс (607 667);
- Каунас (304 114);
- Клайпеда (160 979);
- Шяуляй (112 018).

## Население

Возрастно-половая пирамида населения Литвы на 2022 год

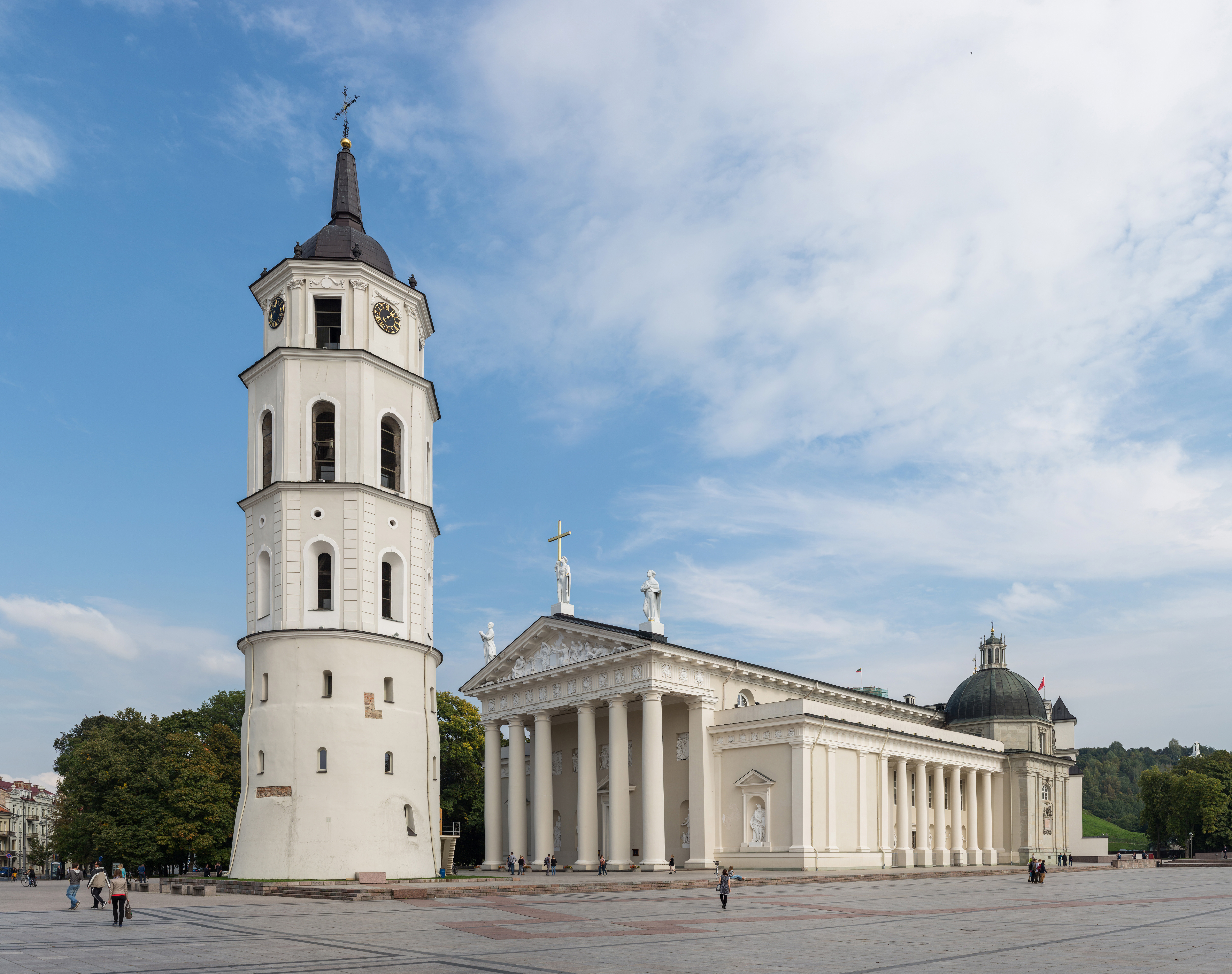
Кафедральный собор Святого Станислава и Святого Владислава в Вильнюсе

По данным Всемирного банка на 2013—2014 годы, Литва попала в список стран мира, где население убывает быстрее всего (наряду с Латвией, где показатель убыли населения считается самым худшим в Европе). Катастрофическое уменьшение численности населения — 28 366 (1 %) — усугубили стремительная эмиграция жителей, увеличившаяся смертность и спад рождаемости. По разным данным, Литву со времени обретения независимости и вступления в ЕС (2004 год) покинуло около миллиона жителей. Большинство из них уехало на заработки в страны Западной Европы. По оценкам департамента статистики Литовской Республики, в начале сентября 2015 года в стране проживало 2 898 062 человека. С 1992 происходит депопуляция страны, причиной которой стали как эмиграция, так и отрицательный естественный прирост населения.
По состоянию на 2019 год, по оценкам ООН, в Литве проживало 117 218 иммигрантов, или 4,2 % населения страны.
По данным переписи населения Литвы 2021 года, литовцы составляют 84,6 % населения страны, поляки — 6,5 %, русские — 5,0 %, белорусы — 1 %, украинцы — 0,5 %.
По данным ВОЗ в 2019 году, Литва была признана пятой самой пьющей страной в Европе и в мире между Германией и Ирландией (в литрах чистого алкоголя на душу населения: Чехия — 14,26; Латвия — 13,19; Молдова — 12,85; Германия — 12,79; Литва — 12,78; Ирландия — 12,75).

### Религия
Литва является светским государством. Состав населения Литвы по вероисповеданию по данным переписи населения Литвы 2021 года: католики — 74,19 %, не указали — 13,67 %, иррелигиозны — 6,11 %, православные — 3,75 %, староверы — 0,65 %, евангелические лютеране — 0,56 %, евангелические реформисты — 0,2 %, пятидесятники — 0,11 %, сунниты — 0,08 %, баптисты и члены «свободных церквей» — 0,04 %, иудеи — 0,03 %, греко-католики — 0,03 %, адвентисты седьмого дня — 0,03 %, члены Новоапостольской церкви — 0,01 %, караимы — 0,01 %, верующие в другую религию или конфессию — 0,55 %.

### Языки

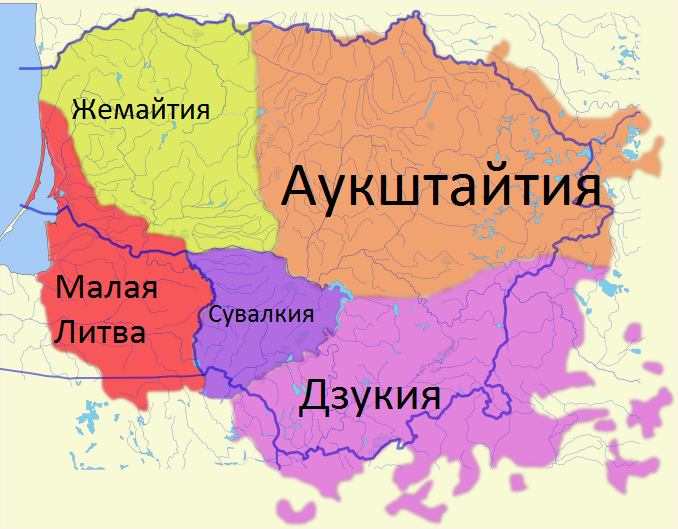
Этнокультурные исторические регионы Литвы

Государственным языком Литвы является литовский язык, один из балтийских языков. По данным переписи 2021 года он являлся родным для 85,33 % населения Литвы (почти 2,4 млн человек). С 1 мая 2004 года литовский язык считается одним из официальных языков Европейского союза.
По данным переписи 1989 года, русский язык являлся родным для 12 % населения Литовской ССР. К 2021 году доля жителей Литвы, считающих русский родным, сократилась почти в два раза — до 6,79 %, однако он до сих пор оставался вторым после литовского по численности говорящих на нём в стране. Следующими по распространённости языками в Литве являлись польский (5,12 %), белорусский (0,24 %) и украинский (0,17 %).
По данным переписи 2021 года, 60,6 % населения Литвы владеют русским языком (см. русский язык в Литве); на следующем месте по уровню владения среди иностранных языков находится английский язык, которым владеют 31,1 % населения Литвы; немецкий язык знают 8 %, польский язык — 7,9 %, французский язык — 1,9 % населения Литвы. По данным переписи 2021 года, 76,5 % населения Литвы знают один или более иностранный язык, из них один язык — 39,8 % населения Литвы, два языка — 29,1 % населения Литвы, три и более — 7,6 % населения Литвы.
Из-за в несколько раз меньшего, по сравнению с другими странами Балтии, славянского (поляков, русских, белорусов и украинцев) и другого нетитульного населения, в Литве национальным меньшинствам в большей степени свойствен билингвизм, то есть владение и родным языком, и государственным. Особая языковая ситуация складывается в Вильнюсе, где значительную часть населения составляют жители славянских национальностей, особенно поляки. В некоторых районах (например, в восточной Литве) русские владеют также польским или белорусским языками и их диалектами. Вторым по численности родным языком в Литве является русский.
Носители древнерусского языка издавна проживали и численно преобладали на славянских землях Великого княжества Литовского. Впоследствии русскоязычные жители появились в некотором количестве и на этнически литовских землях вследствие эмиграции старообрядцев, затем после включения Литвы в состав Российской империи (1795).

## Государственный строй
Литва — унитарная парламентская республика, с характерными чертами президентской республики. Срок полномочий избираемого всенародно Президента — 5 лет. На данный момент президентом Литовской Республики является избранный в 2019 и повторно в 2024 году Гитанас Науседа.
Парламент республики — однопалатный Сейм Литовской Республики с 141 местом. Из них 71 депутат избирается по мажоритарной системе в одномандатных округах и остальные 70 — по пропорционально-списочной системе с барьером 5 %. Срок депутатских полномочий — 4 года.

## Правовая система

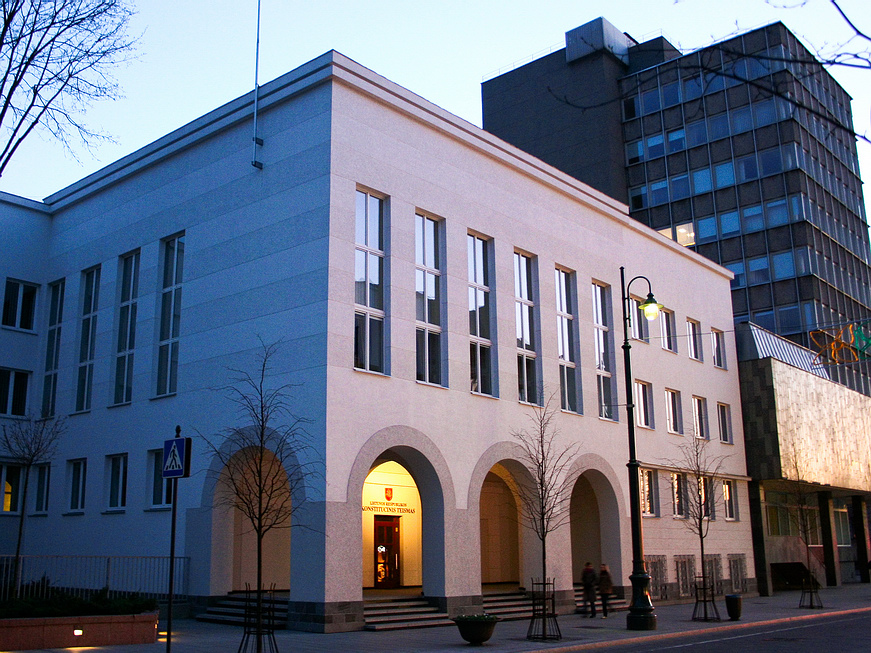
Конституционный суд Литвы

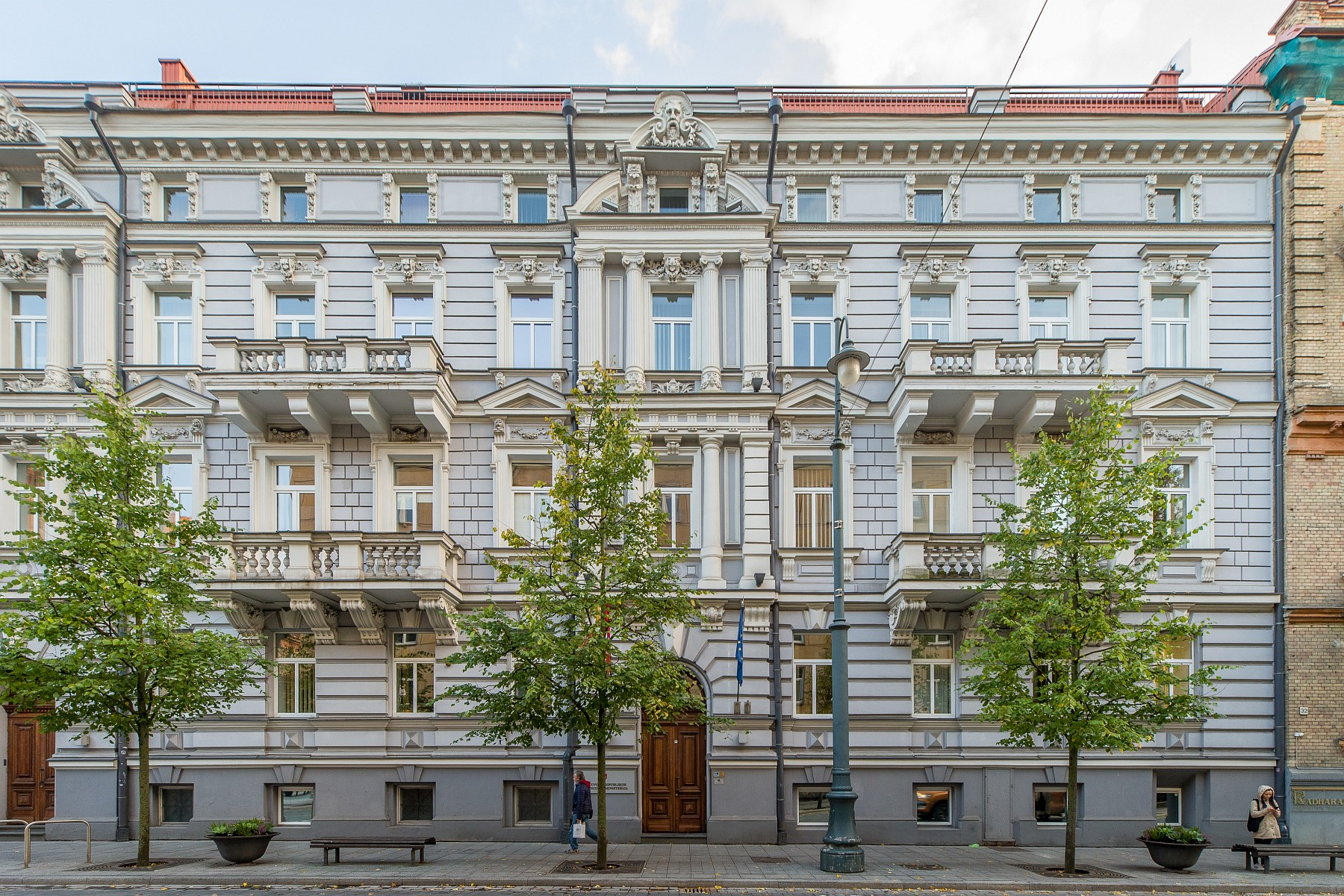
Министерство юстиции Литвы

Конституция принята на референдуме 25 октября 1992 года.
Высшая судебная инстанция — Верховный суд, суды апелляционной инстанции — апелляционные инстанции, суды первой инстанции — окружные суды, низшее звено судебной системы — районные суды.

## Политическая жизнь

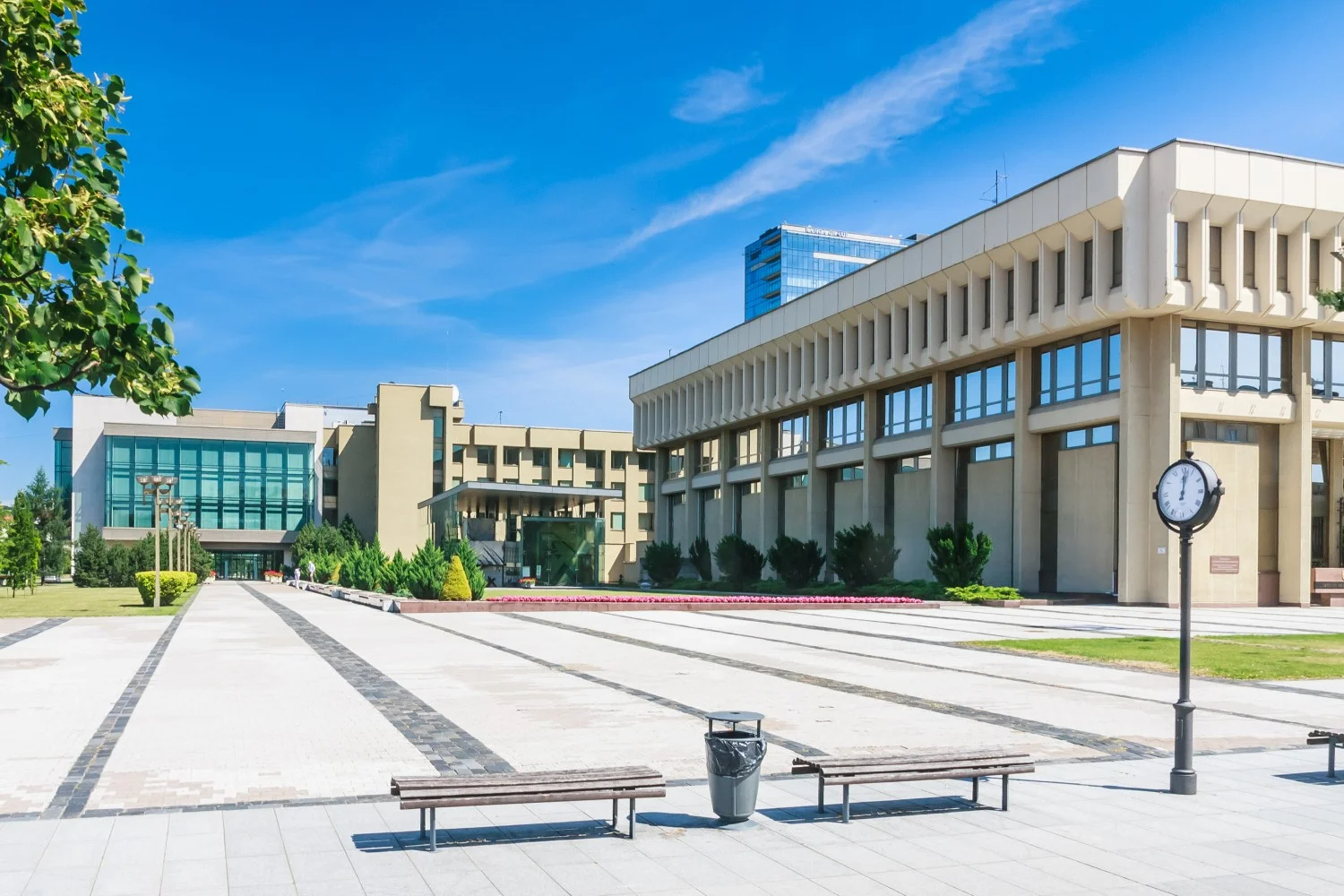
Сейм

### Партии
В настоящее время (2019) в Литве действуют 24 политические партии, из них в Сейме представлены 9.

### Внутренняя политика
В июне 2008 года парламент Литвы принял закон, приравнивающий друг к другу нацистскую и советскую символику и запрещающий её использование в публичных местах: она «может восприниматься как пропаганда нацистских и коммунистических оккупационных режимов». Запрещено «демонстрирование флагов и гербов, знаков и униформ нацистской Германии, СССР, Литовской ССР, а также флагов, знамён, гербов, знаков, униформ, составными частями которых являются флаги, гербы нацистской Германии, СССР и Литовской ССР». Запрещено использование «нацистской свастики, советского серпа и молота, советской пятиконечной красной звезды, а также исполнение гимнов нацистской Германии, СССР и Литовской ССР».

### Внешняя политика
Президент и правительство осуществляют внешнюю политику Литвы. Литовские солдаты принимали участие в Иракской войне и находились в Афганистане в рамках операции НАТО.
11-12 июля 2023 г. в столице Литвы (на территории LITEXPO) прошла встреча глав государств и правительств (саммит) стран НАТО.
- Об отношениях с Россией см. Литовско-российские отношения.
- Об отношениях с Беларусью см. Беларусь и Литва.
- Об отношениях с США см. Американо-литовские отношения.

## Экономика

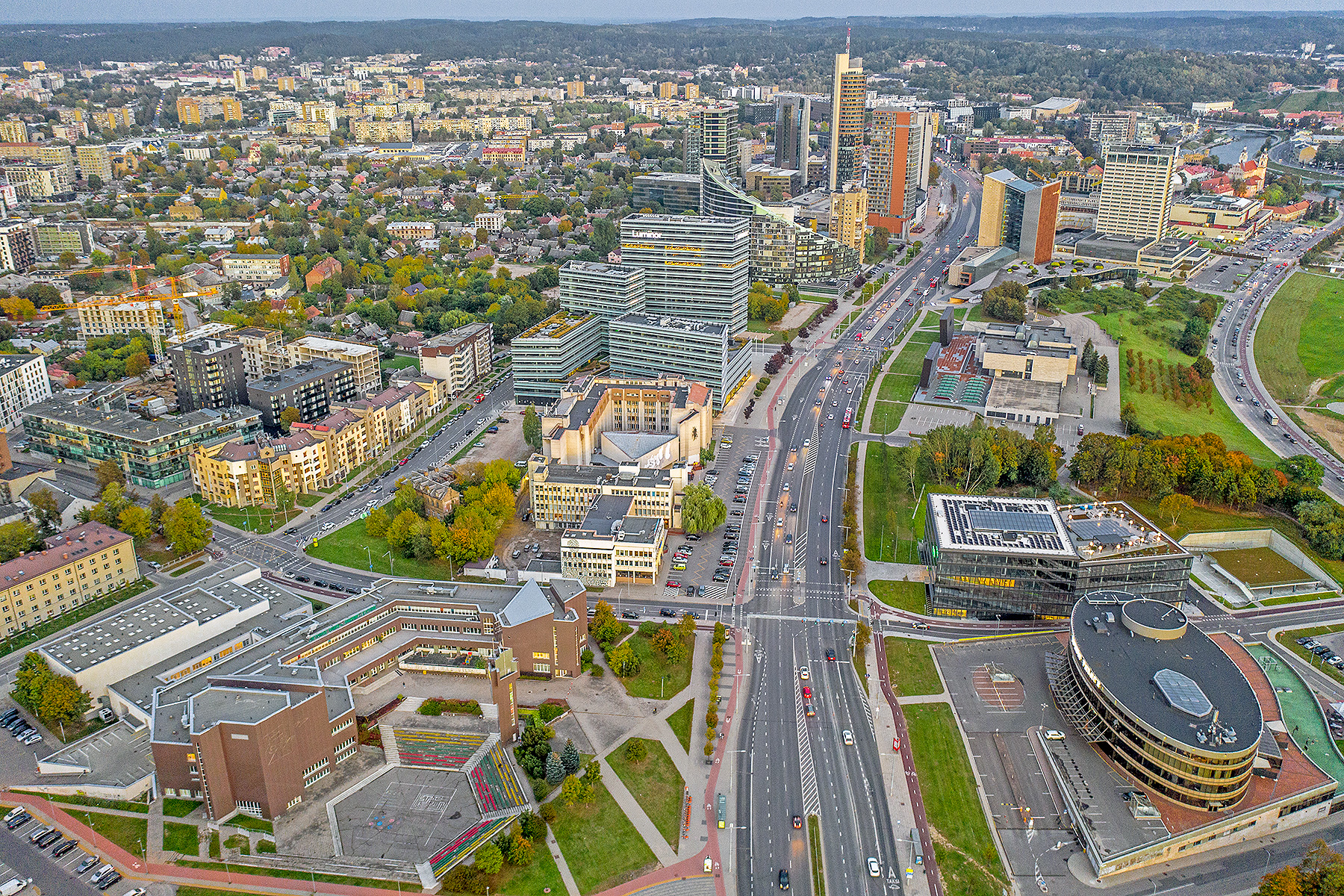
Деловой район Вильнюса

Средний размер брутто-зарплаты (до уплаты налогов) в Литве в первом квартале 2025 года составил € 2337,7. Средний размер нетто-зарплаты (после вычета налогов) в Литве в первом квартале 2025 года составил € 1436,4.
С 1 июля 2017 года, после вступления в силу нового Трудового кодекса, минимальная заработная плата может применяться только к неквалифицированной работе (то есть к работе, которая не подпадает под особые требования к квалификации).
С 1 января 2025 года минимальный размер оплаты труда составляет € 1038 (брутто) и € 777,39 (нетто) в месяц.
Уровень безработицы в Литве в третьем квартале 2024 года составил 6,8 %.
Преимущества. Успешно перешла к стабильной рыночной экономике. Низкая инфляция (2,26 %). Национальная валюта — евро. Государство-член единого рынка ЕС. Относительно высокие темпы экономического роста (выше среднего по ЕС) и низкий государственный долг (ниже среднего по ЕС). Относительно дешёвая и хорошо образованная, в сравнении со странами ЕС, рабочая сила. В условиях резкого падения уровня безработицы и усиления дефицита рабочей силы рост заработной платы по состоянию на 2019 год не сдерживается замедлением темпов экономического роста.
Слабые стороны. Скудная сырьевая база. Самая большая проблема (как и в других странах новых членов ЕС), увеличивающийся с каждым годом дефицит трудоспособной рабочей силы и рост количества пенсионеров, из-за низкой рождаемости и высокой эмиграцией населения в другие, более богатые, страны ЕС, что в свою очередь заставляет работодателей больше платить своим работникам, тем самым искусственно повышая зарплаты, что приводит к дисбалансу между производительностью и размером заработной платы.

Литва является частью еврозоны (тёмно-синий) и единого рынка ЕС

В Литве открытая и смешанная экономика, которую Всемирный банк классифицирует как экономику с высоким уровнем дохода. Согласно данным за 2016 год, 3 крупнейших сектора экономики Литвы — это сфера услуг (68,3 %), промышленность (28,5 %) и сельское хозяйство (3,3 %). В индексе глобальной конкурентоспособности Всемирного экономического форума Литва занимает 41-е место (из 137 стран).
Литва вступила в НАТО и в ЕС в 2004 году, в Шенген в 2007 году и в ОЭСР в 2018 году.
1 января 2015 года евро стало национальной валютой, заменив лит по курсу 1€ = 3,4528 литов.
Сельскохозяйственные товары и продукты питания составили 18,3 % экспорта, химические продукты и пластмассы — 17,8 %, машины и оборудование — 15,8 %, минеральные продукты — 14,7 %, древесина и мебель — 12,5 %. По данным 2017 года, более половины всего литовского экспорта приходится на 7 стран, включая Россию (15 %), Латвию (9,9 %), Польшу (8,1 %), Германию (7,3 %), США (5,3 %), Эстонию (5 %) и Швецию (4,8 %). В 2016 году экспорт составил 74 % ВВП Литвы.
ВВП Литвы испытывал очень высокие темпы роста в течение десятилетия до 2009 года, достигнув пика в 11,1 % в 2007 году. В результате страну часто называли балтийским тигром. Тем не менее в 2009 году из-за глобального финансового кризиса ВВП сократился на 14,9 %, а в 2010 году уровень безработицы достиг 17,8 %. После спада 2009 года ежегодный экономический рост в Литве был намного медленнее по сравнению с данными до 2009 года. По данным МВФ, финансовые условия способствуют росту, а показатели финансовой устойчивости остаются сильными. Государственный долг в 2016 году снизился до 40 % по сравнению с 42,7 % в 2015 году (до мирового финансового кризиса — 15 % ВВП в 2008 году).
По предварительным данным статистического управления Литвы, в 2020 году валовой внутренний продукт (ВВП) Литвы составил € 48,7 млрд. В 2020 году экономика Литвы пострадала от пандемии COVID-19; по сравнению с 2019 годом ВВП снизился на 1,3 %. Негативное влияние на ВВП Литвы в 2020 году оказало сокращение объёма услуг: гостиничных, общественного питания, транспортных и складских.
Уровень инфляции в Литве в 2020 году (декабрь 2020 года к декабрю 2019 года) составил 0,2 %.
Литва занимает 14-е место в мире по индексу лёгкости ведения бизнеса, подготовленному Группой Всемирного банка, и 19-е место из 178 стран по индексу экономической свободы, измеряемому фондом «Наследие». В среднем более 95 % всех прямых иностранных инвестиций в Литву приходится на страны Европейского союза. Исторически Швеция является крупнейшим инвестором с 20—30 % всех ПИИ в Литве. ПИИ в Литву выросли в 2017 году, достигнув самого высокого из когда-либо зарегистрированных инвестиционных проектов. В 2017 году Литва была третьей страной (после Ирландии и Сингапура) по средней стоимости работы инвестиционных проектов. По данным Евростата, в 2017 году литовский экспорт показал наиболее быстрый рост не только в странах Балтии, но и во всей Европе, составив 16,9 %.

Графическое изображение экспорта Литвы (2019)

В Литве плоская шкала налогообложения. По данным Евростата, ставки подоходного налога с физических лиц (15 %) и корпоративного налога (15 %) в Литве являются одними из самых низких в ЕС. В стране самая низкая неявная ставка налога на капитал (9,8 %) в ЕС. Ставка корпоративного налога в Литве составляет 15 % и 5 % для малого бизнеса. В Литве действуют 7 свободных экономических зон.
Производство информационных технологий в стране растёт, в 2016 году оно достигло € 1,9 млрд. Только в 2017 году 35 финтех-компаний прибыли в Литву, в результате правительство Литвы и Банк Литвы упростили процедуры получения лицензий на деятельность электронных денег и платёжных учреждений. Первый в Европе международный блокчейн-центр был открыт в Вильнюсе в 2018 году. Правительство Литвы также стремится привлечь финансовые учреждения, которые ищут новое место после брексита. Литва выдала в общей сложности 39 лицензий на электронные деньги, уступив в ЕС только Великобритании со 128 лицензиями. В 2018 году компания Google создала платёжную компанию в Литве.

## Транспорт

### Автомобильный
В 2019 году общая протяжённость автомагистралей в Литве составила 365,83 км. Максимально допустимая скорость составляет 130 км/ч (летом) и 110 км/ч (зимой). Литва — единственное государство Балтии, где есть автомагистрали. Литва в 2018 году заняла 37-е место в мире по качеству дорог в рейтинге Индекса глобальной конкурентоспособности, ежегодно составляемом экспертами Всемирного экономического форума. Самое высокое место в странах Балтии. К 2022 году планируется реконструкция оставшегося 40,23 км участка автомагистрали А5 (между Мариямполе и границей с Польшей) до стандартов автомагистрали и соединение её с польской автомагистралью S61.
Участки автомагистралей
- A1 — 195 км участок автомагистрали (между Каунасом и Клайпедой)
- A2 — 114 км участок автомагистрали (между Вильнюсом и Паневежисом)
- A5 — 56,83 км участок автомагистрали (между Мариямполе и Каунасом)

### Железнодорожный
Литовские железные дороги, как и в других странах бывшего СССР, имеют широкую колею (1520 мм против 1435 мм в Западной Европе).
6 февраля 2003 года начато регулярное движение поезда комбинированного транспорта «Викинг».
«Викинг» — совместный проект железных дорог Литвы, Украины и Беларуси, стивидорных компаний и портов Клайпеда, Черноморск и Одесса, соединяющий цепь морских контейнерных и контрейлерных линий Балтийского региона с аналогичной системой Чёрного, Средиземного и Каспийского морей.
Строится литовский участок панъевропейской дороги Rail Baltica.

### Авиационный
- Вильнюсский международный аэропорт;
- Международный аэропорт Паланги;
- Каунасский международный аэропорт;
- Шяуляйский международный аэропорт.

### Морской
Клайпедский порт — крупнейший порт Литвы, связанный паромами с большинством важных городов побережья Балтийского моря.

## Наука
Основание Вильнюсского университета в 1579 году явилось основным фактором создания местного сообщества учёных в Литве и установления связей с другими университетами и учёными Европы. Г. Форстер, Ж. Жилибер, И. Франк и многие другие приглашённые учёные работали в Вильнюсском университете. Литовский дворянин, военный инженер и теоретик артиллерии Великого княжества Литовского Казимир Семенович считается пионером ракетостроения, который написал на латыни и опубликовал в 1650 году книгу Artis Magnae Artilleriae (с англ. — «lt», «Великое искусство артиллерии»), которая на протяжении более двух столетий использовалось в Европе в качестве основного руководства по артиллерии. В книге были представлены стандартные конструкции ракет, зажигательных снарядов и других пиротехнических приспособлений. Тут впервые была представлена идея использования реактивного движения в артиллерии. Большой раздел посвящён калибрам, конструкции, строению и качествам ракет (как военных, так и гражданских), в том числе многоступенчатых ракет, ракетных батарей и ракет со стабилизаторами дельта-крыла. Ботаник Юргис Пабрежа (1771—1849) создал первое систематическое руководство по литовской флоре Taislius auguminis («Ботаника»), написанное на жемайтийском диалекте, латинско-литовский словарь названий растений, первый литовский учебник географии.
В межвоенный период появились обществоведы, такие как Василий Сеземан, Лев Карсавин, Михал Пиус Рёмер. Из-за мировых войн литовская наука и учёные сильно пострадали, однако некоторые из них достигли мировой известности. В частности, Антанас Густайтис, Витаутас Грайчюнас, Мария Гимбутас, Бируте Гальдикас, А. Я. Клиоре, Альгирдас Жюльен Греймас, Юргис Балтрушайтис, Альгирдас Антанас Авиженис. Йонас Кубилюс, ректор Вильнюсского университета (1958—1991), известен работами в вероятностной теории чисел: его имя носят модель Кубилюса и неравенство Турана — Кубилюса. Кубилюс успешно противостоял попыткам русифицировать Вильнюсский университет.

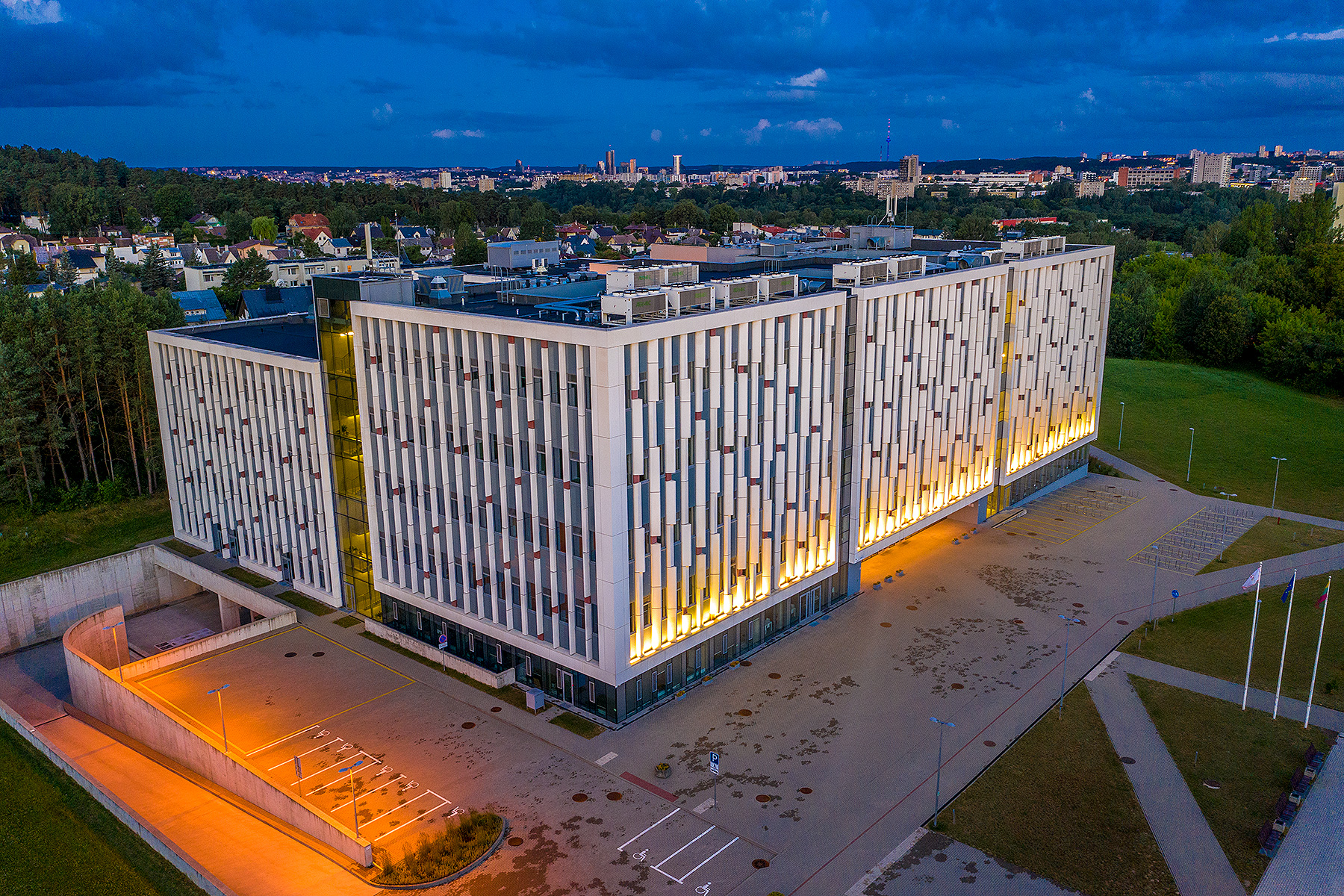
Центр наук о жизни Вильнюсского университета

В настоящее время Литва входит в группу стран умеренных инноваторов в Международном инновационном индексе, и в Европейском рейтинге инноваций занимает 15-е место среди стран ЕС. Лазеры и биотехнологии являются ведущими областями литовской науки и индустрии высоких технологий. Литовская «Šviesos konversija» разработала фемтосекундную лазерную систему, которая имеет 80 % рынка по всему миру и используется в исследованиях ДНК, офтальмологических операциях, нанотехнологической промышленности и науке. Центр лазерных исследований Вильнюсского университета в 2017 году разработал один из самых мощных в мире фемтосекундных лазеров, предназначенных главным образом для лечения онкологических заболеваний. В 1963 году Витаутас Стражис и его коллеги создали вильнюсскую фотометрическую систему, которая используется в астрономии. Учёный из КТУ А. Рагаускас разработали неинвазивные устройства для измерения внутричерепного давления и кровотока. К. Пирагас внёс свой вклад в контроль хаоса своим способом управления с обратной связью — методом Пирага. Лауреат премии Кавли В. Шикшнис известен своими открытиями в области CRISPR — изобретением CRISPR-Cas9.
Литва сотрудничает с Европейским космическим агентством (ЕКА); при помощи ракет ЕКА и НАСА в космос были выведены 4 литовских наноспутника: LitSat-1 (2014), LituanicaSAT-1 (2014), LituanicaSAT-2 и Charlie (2021).
Литовский этнокосмологический музей и Молетская астрономическая обсерватория находятся в Кулионисе. 15 научно-исследовательских учреждений являются членами Литовской космической ассоциации.
Р. Станкявичюс — единственный этнически литовский космонавт. Литва в 2018 году стала ассоциированным государством-членом ЦЕРН. В Литве будут размещены 2 инкубатора ЦЕРН в Вильнюсе и Каунасе.
Самые современные научные исследования в Литве проводятся в Центре наук о жизни и Центре физических наук и технологий.
По подсчётам 2016 года, ежегодный рост сектора биотехнологий и биологических наук в Литве за последние 5 лет составил 22 %. 16 литовских учреждений, 15 научно-исследовательских центров (научные парки и инновационные долины) и более 370 производителей работают в литовской биотехнологической отрасли.
В 2008 году была начата программа развития инновационных долин, направленная на модернизацию литовской инфраструктуры научных исследований и стимулирование сотрудничества бизнеса и науки. Были запущены 5 долин исследований и разработок — Jūrinis (морские технологии), Nemunas (агро- и биоэнергетика, лесное хозяйство), Saulėtekis (лазер, полупроводники), Santara (биотехнология, медицина), Santaka (устойчивая химия и фармацевтика). Литовский инновационный центр создан для поддержки инноваций и исследовательских институтов.

## Образование и наука

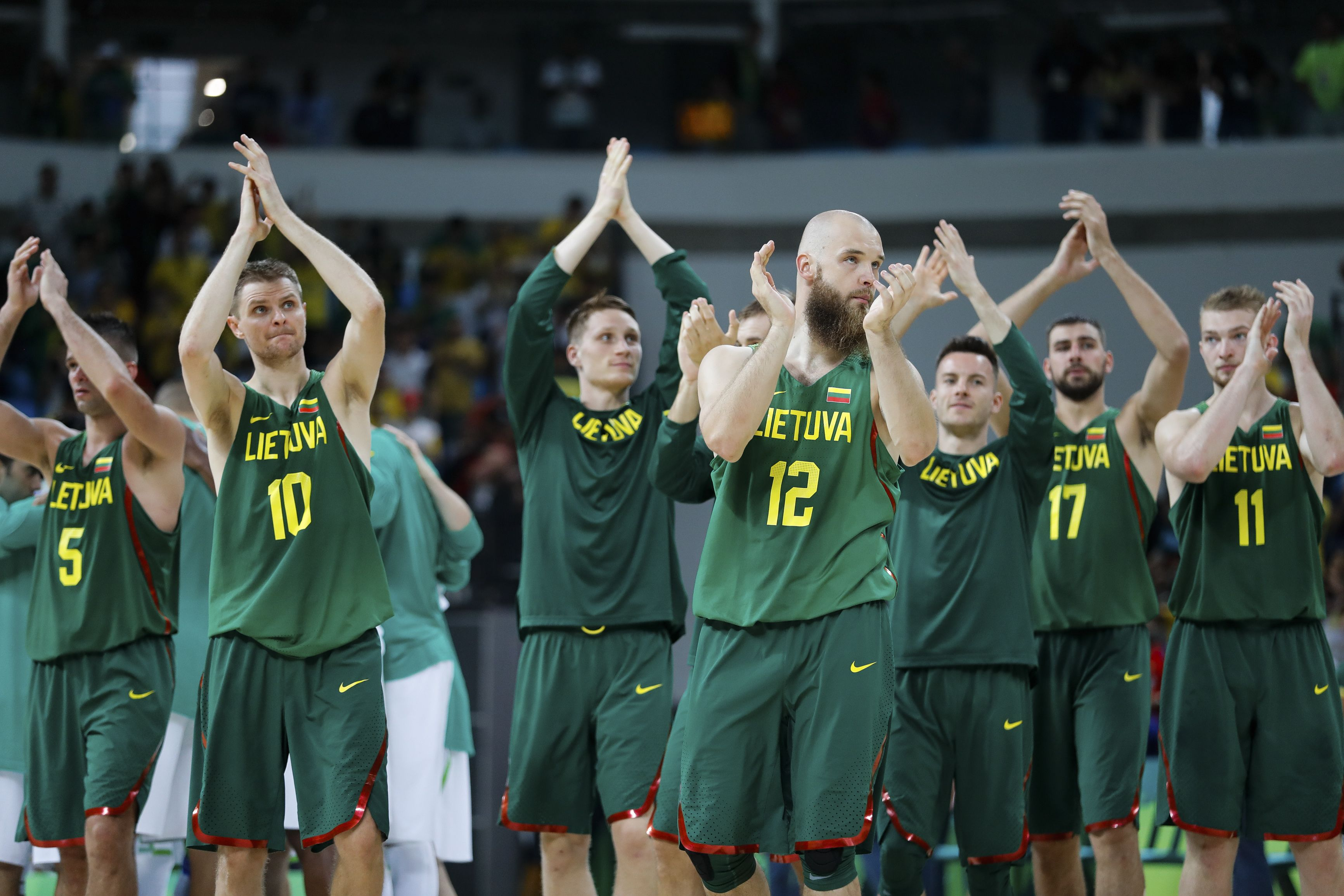
Мужская сборная Литвы по баскетболу

## Культура

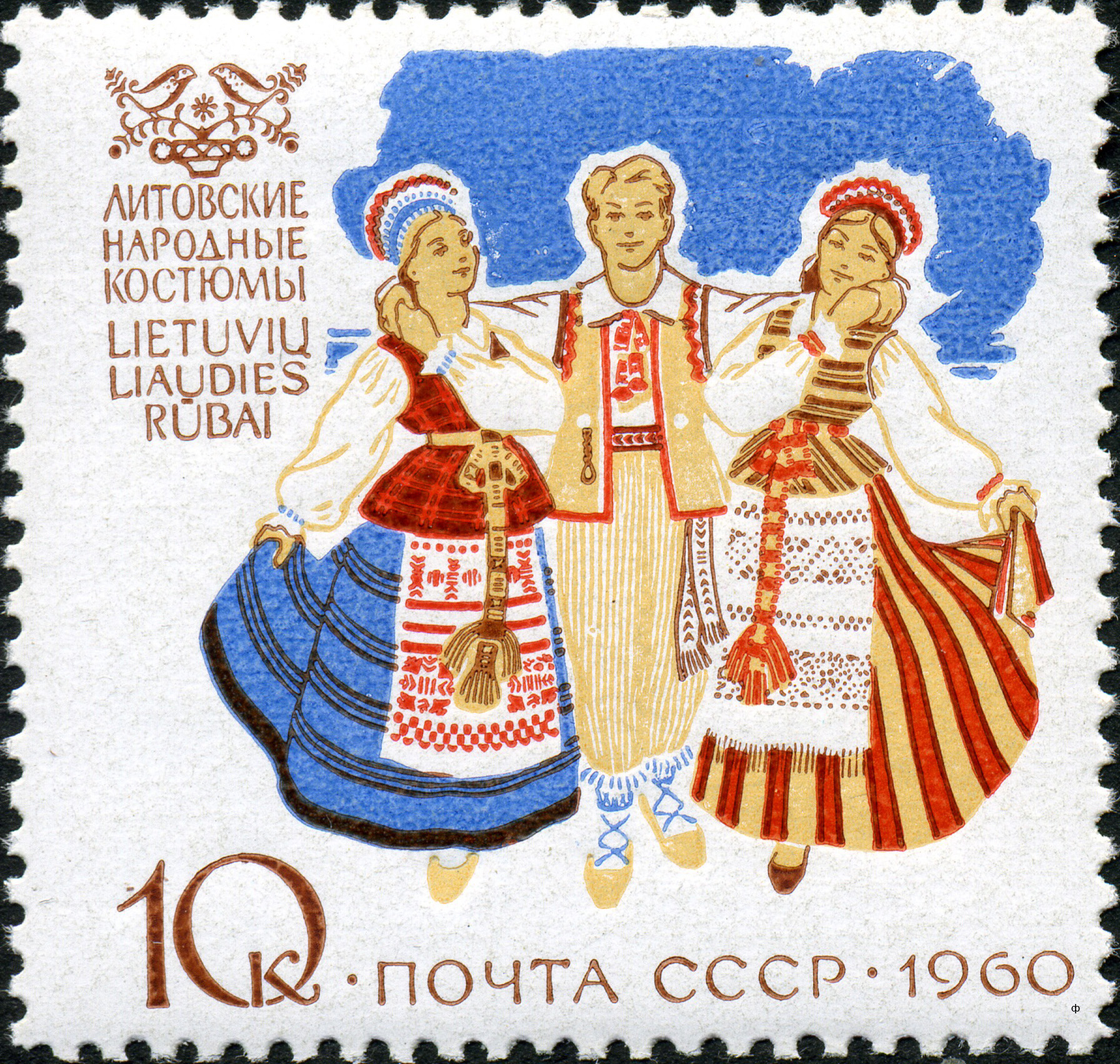
Литовские народные костюмы. Марка СССР, 1960 г.

### Достопримечательности
- Архитектура Литвы
- Всемирное наследие в Литве

## Спорт
В 1924 году основан Национальный олимпийский комитет Литвы; литовские спортсмены дебютировали на Летних Олимпийских играх в Париже (1924). В 1937 и 1939 мужская сборная команда Литвы по баскетболу стала победителем 1-го и 2-го чемпионатов Европы. В 1992—2016 годах литовские спортсмены завоевали на Олимпийских играх 25 медалей, в том числе 6 золотых. Метатель диска Виргилиюс Алекна выиграл два олимпийских золота (2000, 2004).
Национальным видом спорта в Литве считается баскетбол (см. ЛБЛ). Литовские баскетбольные команды и сборная регулярно участвуют в важнейших соревнованиях Европы и мира. В 2011 году Литва приняла чемпионат Европы по баскетболу.

## СМИ
В Литве выходит множество газет и журналов (в том числе на русском, польском, белорусском языках, см. Газеты Литвы).
Два государственных (LRT и LRT Plius) и множество частных телеканалов (в столице имеется одна действующая Вильнюсская телебашня. С 2012 года эфирное вещание переведено в цифровой формат).
Более двух десятков радиостанций (также вещающих и на русском, польском, английском языках) в диапазоне FM, как с собственных передатчиков, так и с арендованных государственных.
В Литве 54,7 % домохозяйств были подключены к сети Интернет (2009).

## Вооружённые силы

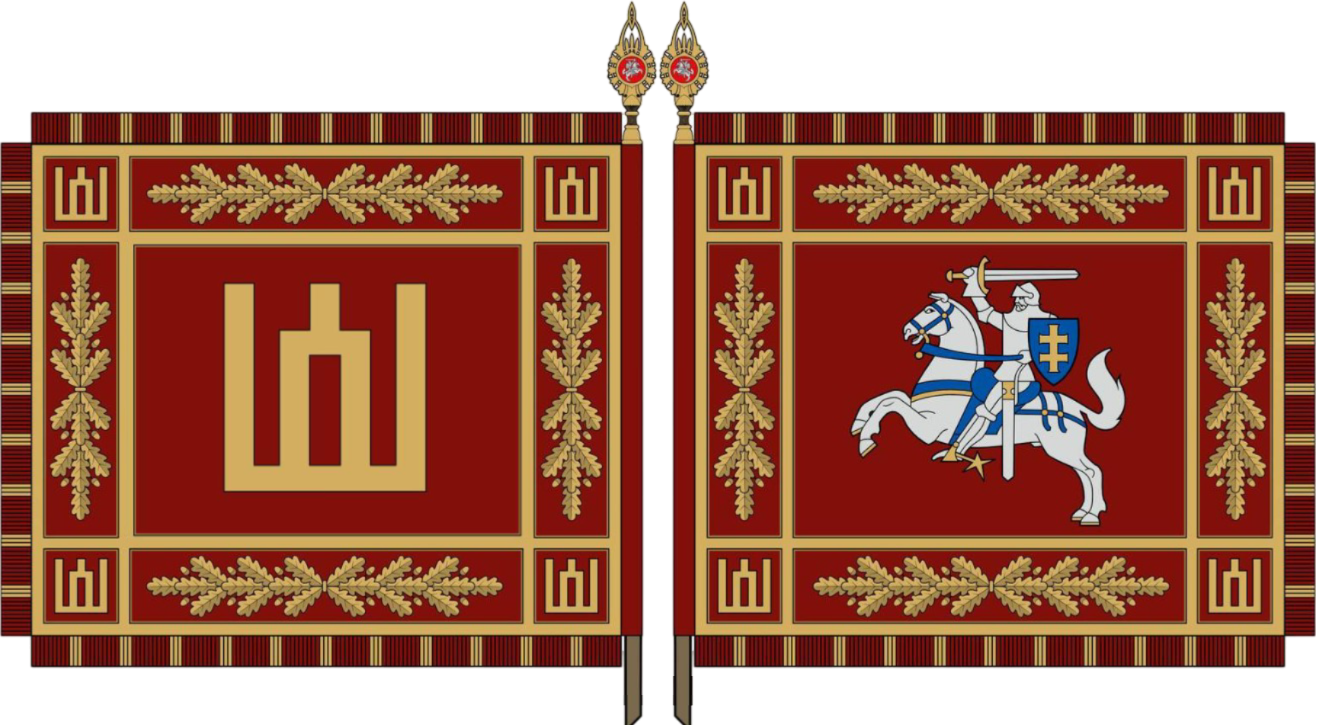
Боевое знамя Войска Литовского (также является знаменем вооружённых сил Литвы)

Литва является полноправным членом Организации Североатлантического договора (НАТО) и 5-й страной по расходам ВВП на оборону на душу населения среди всех членов альянса на 2024 год. По глобальному индексу милитаризации является 21-й в мире на 2022 год. В стране введена де-факто всеобщая воинская повинность для мужчин после окончания среднеобразовательных учреждений до 9 месяцев с альтернативным выбором военной службы. Резкое увеличение трат на оборону и численности военного персонала обусловлено началом российско-украинской войны в 2014 году. Оборонный бюджет превысил рекомендуемые в НАТО 2 % ВВП (2,77 % ВВП, и стремится у 3 % ВВП).
Руководство вооружёнными силами осуществляет верховный главнокомандующим Вооружённых сил Литвы — президент Литовской Республики, главным надзорным (ответственным) министерством является Министерство охраны края Литовской Республики. Военное управление Вооружёнными силами поручено командованию Войска Литовского (командарму войска в звании генерала и штабу обороны).

### Статус
В отличие от других традиционных вооружённых сил во многих странах мира, которые являются организацией по сути своей являющейся регулярной армией, в Литве вооружённые силы организацией не являются, а традиционные функции регулярной армии выполняет Войско Литовское (также Литовская армия). В свою очередь, термин «Вооружённые силы Литовской Республики» в литовском законодательстве означает совокупность структур и организаций, отвечающих за защиту свободы, независимости и территориальной целостности Литовской Республики только в военное время.
Основными законодательными документами регулирующими деятельность войска являются — Закон об организации системы национальной обороны и военной службе, закон вооруженной обороны и сопротивления агрессии, статут об использовании военной силы, закон о призыве, дисциплинарный статут Войска Литовского, закон о военной полиции, закон о мобилизации и поддержке принимающей страны, закон о материальной ответственности военнослужащих.

### Войско Литовское

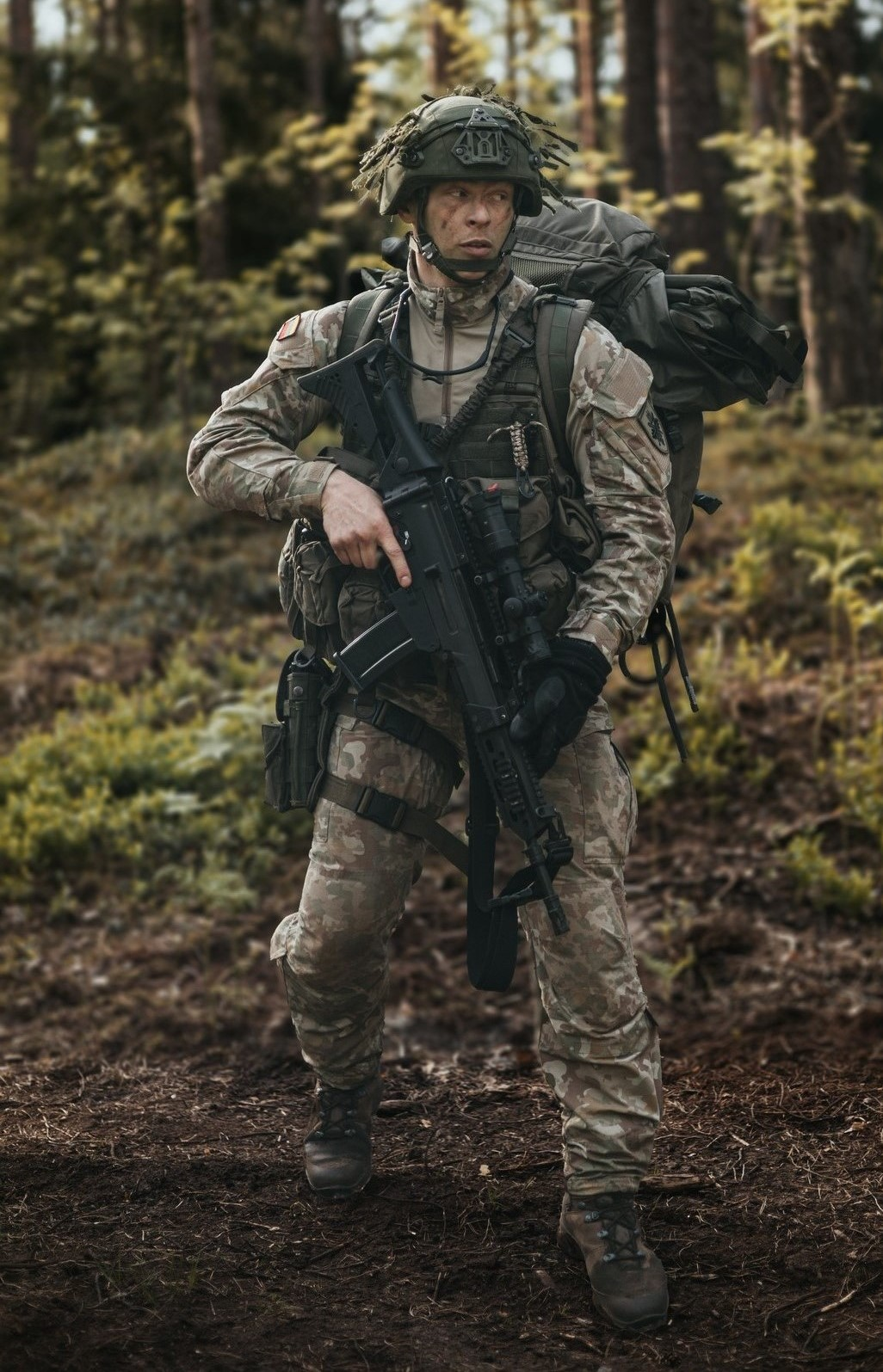
Воин-доброволец

Основная составная часть вооружённых сил, регулярная армия именуется Войском Литовским (Lietuvos Kariuomenė) и является основной военной силой республики, под управлением министерства национальной обороны. Ответственно за управление другими ведомствами вооружённых сил в военное время совместно с политическим руководством страны, а также зарубежные операции и подготовку резервистов и призывников. Основные органы управления войсками это канцелярия (верховное командование) и штаб обороны (главный штаб).
В составе сухопутных сил находится национальная гвардия, именуемая Добровольческими силами охраны края (военнослужащие именуются воинами-добровольцами), выполняющая функции по ликвидации катастроф, территориальной обороне в уездах Литвы и формирующая костяк экспедиционных сил участвующих в зарубежных миссиях. Военнослужащие добровольческих сил на время службы (как правило по выходным дням совмещая службу с работой или учёбой) имеют жалование и социальное обеспечение, аналогичное военнослужащим регулярных частей.
Основным принципом добровольческих сил является возможность призвать воинов-добровольцев на срок не более 3 месяцев в случае надобности (для ликвидации катастроф или других функций в интересах национальной безопасности). 3 года службы воином-добровольцем засчитывается в качестве срочной службы.

Сами существующие рода сил в Литве следующие:

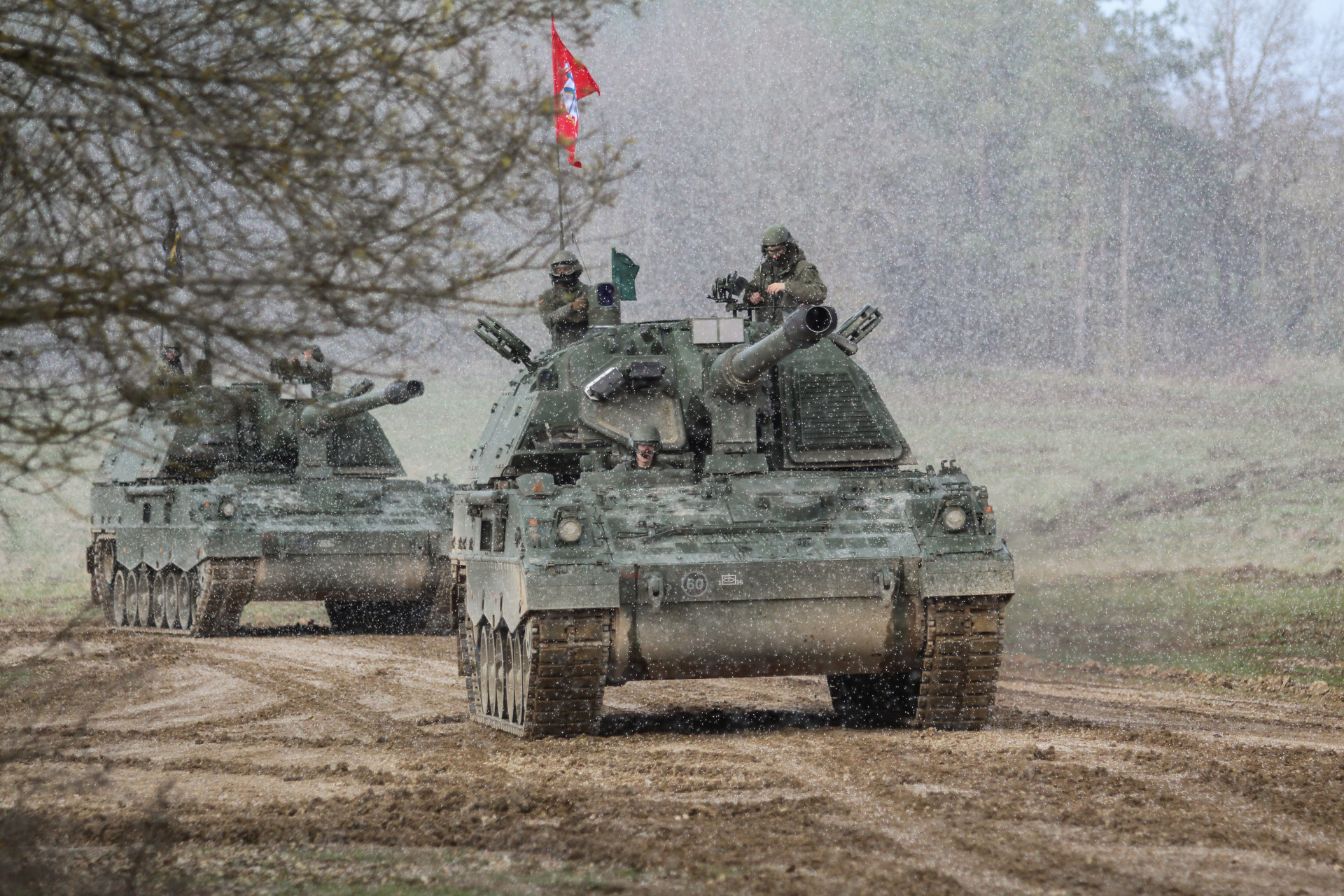
САУ PzH 2000 Войска Литовского на учениях в Германии

- Сухопутные силы (Sausumos pajėgos)
- Военно-воздушные силы (Karinės oro pajėgos)
- Военно-морские силы (Karinės jūrų pajėgos)
- Силы специальных операций (Specialiųjų operacijų pajėgos)

Их поддерживают следующие подразделения с особым статусом подчиняющиеся напрямую главнокомандующему войсками:
- Командование логистики (Logistikos valdyba)
  - Служба военной медицины (Karo medicinos tarnyba)
- Командование кибернетической обороны (Kibernetinės gynybos valdyba)
- Командование обучения и доктрин (Mokymo ir doktrinų valdyba)
- Командование военных комендатур (Karo komendantūrų valdyba)
- Военный ординариат (Karo ordinariatas)
- Военная полиция (Karo policija)
- Военная академия (Karo akademija)
- Штабной батальон (Štabo batalionas)

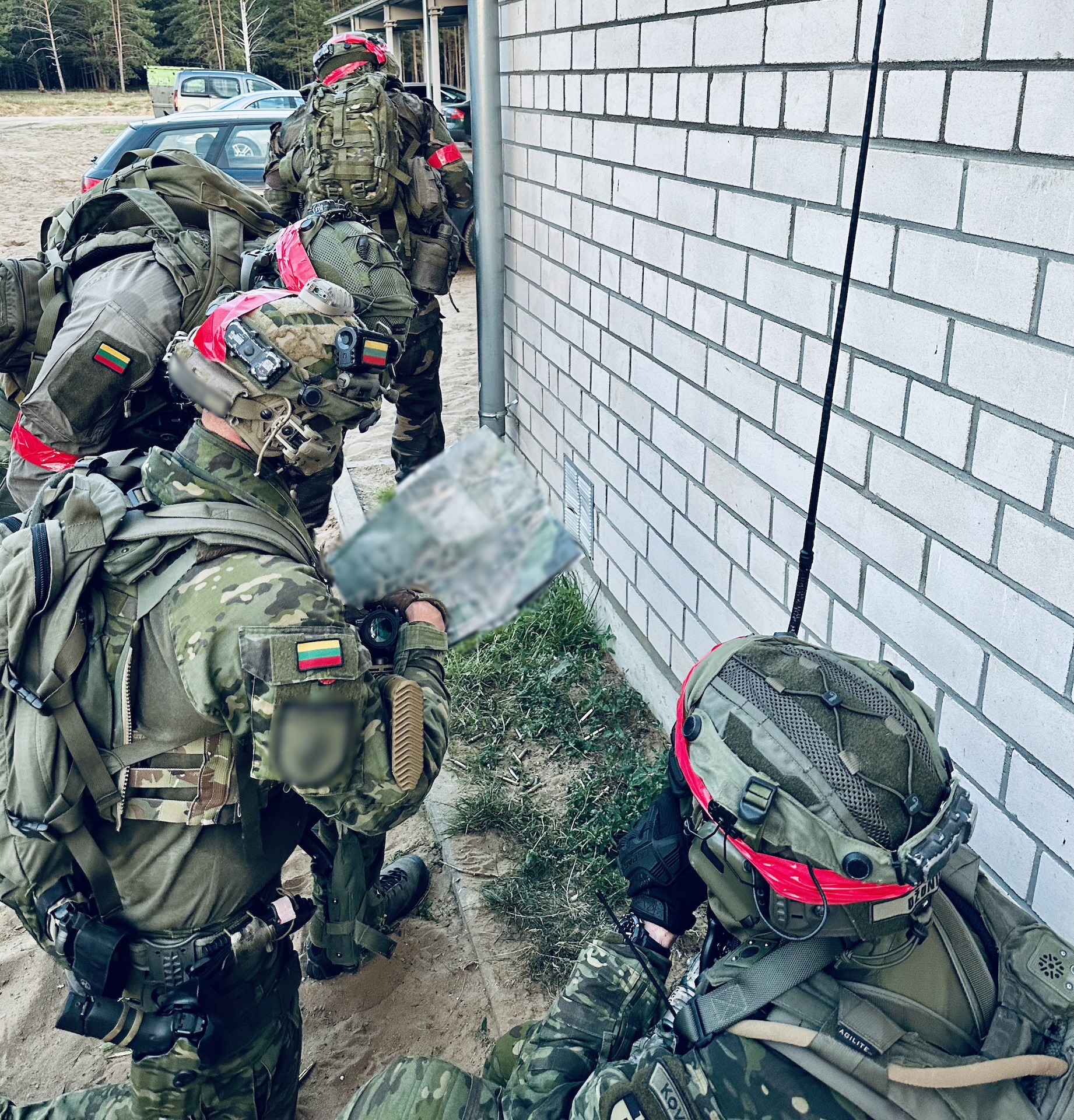
Подразделение СпН Союза стрелков

### Союз стрелков
Военизированная организация по сути являющаяся организованным ополчением в задачи которого входит всеобъемлющая поддержка войск. Организация нацелена на выполнение задач партизанской войны, гражданского ненасильственного сопротивления и саботажу, также помощи государственным структурам по обеспечению порядка и общественной безопасности, организация ответственна за обучение населения основам гражданской обороны. В составе организации имеются боевые подразделения сформированные по принципу Добровольческих сил Литовской армии, тренируются боевые подразделения совместно с армейскими хоть и комплектуются за свой счёт или за счёт армейского резерва. Боевые и гражданские подразделения также располагаются заграницей, в Германии литовские стрелки обучаются вместе с резервистами Бундесвера.
Союз образован в 1919 году в качестве ополчения. Литовские стрелки из этого союза участвовали во всех войнах Литвы XX века, приняв боевое крещение во время советско-литовской войны. После ввода советских войск в Литву в 1940 году союз был запрещён, а большая часть его членов была арестована. В послевоенные годы выжившие литовские стрелки ушли к «лесным братьям», часть эмигрировавших стрелков воссоздали продолжали его традиции заграницей.

В 1989 году в Литве был возрождён Союз стрелков.

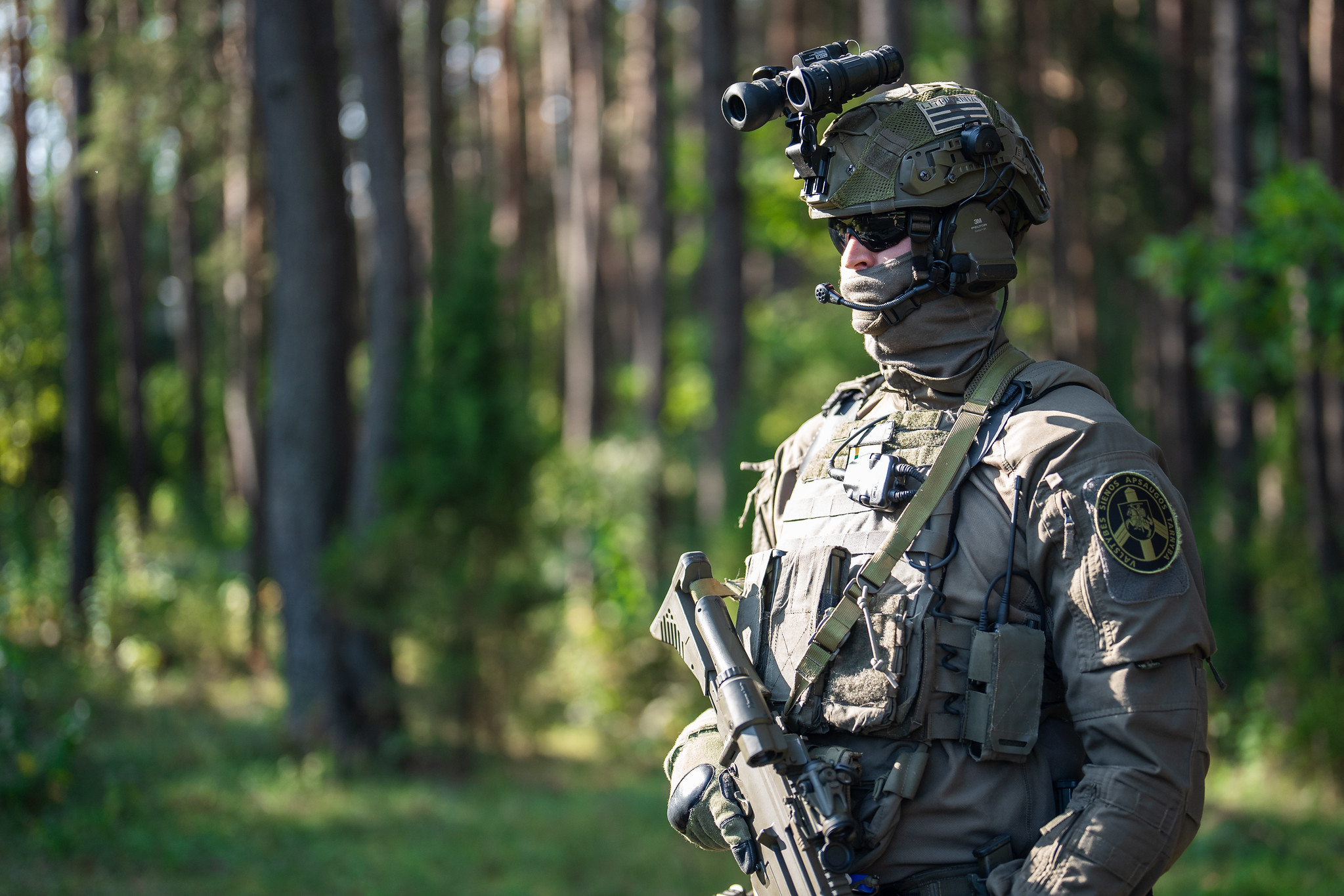
Офицер отдела специального назначения пограничной службы

### Другие ведомства
Согласно закону о военном положении в перечень ведомств вооружённых сил также входят:
- Служба охраны руководства (Vadovybės apsaugos tarnyba);
- Второй департамент оперативных служб (Antrasis operatyvinių tarnybų departamentas) (Военная разведка);
- Пограничная служба (Valstybės sienos apsaugos tarnyba);
  - Береговая охрана (Pakrančių apsauga)
- Служба общественной безопасности (Viešojo saugumo tarnyba) (Жандармерия);